# Сомалі
Сомалі́ (сом. Soomaaliya, араб. الصومال аль-Сумаль) або Федеративна Республіка Сомалі — країна на північному сході Африки, на узбережжі Індійського океану на так званому Африканському розі. Межує на північному заході із Джибуті, на заході — з Ефіопією, на південному заході — з Кенією.
Зараз єдиною законною владою в країні є Федеральний уряд Сомалі, який визнається міжнародним співтовариством, проте цей уряд донедавна контролював лише частину столиці країни — міста Могадішо. Значна частина території Сомалі досі перебуває під контролем невизнаних державних утворень або є самокерованими територіями, керівництво яких має різні, іноді протилежні погляди з питання об'єднання під владою Могадішо.
Площа країни — 637 700 км². Населення 1990 року становило 8,415 млн мешканців, включаючи 350 тисяч біженців з Ефіопії й 50 тисяч із Джибуті. Станом на 2010 рік, за оцінками, населення перевищує 10 млн. У країні існує полігамія.

## Сучасна політична ситуація
Федеральний Уряд, що існує в Сомалі, визнається міжнародним співтовариством як законна сомалійська влада, однак донедавна він реально контролював лише 60 % міста Могадішо і далеко не всю територію країни. Південь і південний захід Сомалі є ареною протистояння моджахедів ісламістських рухів «Харакат аш-Шабаб» і «Хізб-уль-Ісла» з автономними адміністраціями Джубаленду та Південно-Західного Сомалі, союзними Федеральному Уряду Сомалі. Північ Сомалі контролюється невизнаною державою Республіка Сомаліленд, яка в односторонньому порядку оголосила про свою незалежність в 1991 році. Останніми роками йде обговорення питання визнання незалежності Сомаліленда, а ряд держав світу встановили дипломатичні відносини з республікою (серед них Велика Британія, Бельгія, Гана, ПАР, Швеція, Джибуті); також у столиці Сомаліленду Харгейсі діє ефіопське посольство.
17 січня 2007 року Євросоюз скерував до Сомаліленду делегацію для обговорення можливостей подальшого розвитку відносин. Слідом за цим 29 січня 2007 року Африканський союз скерував до Сомаліленду свого представника з метою вирішення питань майбутнього міжнародного визнання держави. Однак крім цього ніяких конкретних заходів щодо розв'язання цієї проблеми не приймається. Крім того, станом на 2024 рік сепаратиські рухи існують і на території Сомаліленду: спочатку відділилися Нортленд і Маахір (пізніше приєдналися до Пунтленду), а з 2010 року має намір відокремитися і Авдалленд на заході самопроголошеної держави.
Крім цього, Федеральний Уряд Сомалі володіє формальним суверенітетом над територіями самопроголошених автономій Пунтленд і Галмудуг, а також відділених від Сомаліленду державних утворень Маахір і Нортленд, що фактично вже увійшли до складу Пунтленду. Передбачається, що в майбутньому ці території як штати, поряд з Сомалілендом, Джубалендом і Південно-Західним Сомалі, утворять єдину федеративну сомалійську державу.
Автономний район Пунтленд (по пунтлендській конституції 2001 року — Сомалійська Держава Пунтленд), станом на 2024 рік підтримує Федеральний Уряд, бачить себе автономною частиною майбутнього єдиного федеративного Сомалі. По суті, на сучасному етапі саме він став ядром для згуртування нової сомалійської державності. Тим часом, у центральній частині Сомалі продовжують діяти кілька невеликих ворожих збройних угруповань (включаючи клани сомалійських піратів), що мають яскраво виражену самостійність стосовно федеральної влади.
У серпні 2012 року Конституційною Асамблеєю у Могадішо була прийнята тимчасова конституція, яка визначає Сомалі як федерацію. Було сформовано Федеральний уряд — перший постійний уряд з моменту початку в країні громадянської війни.

## Політичний устрій

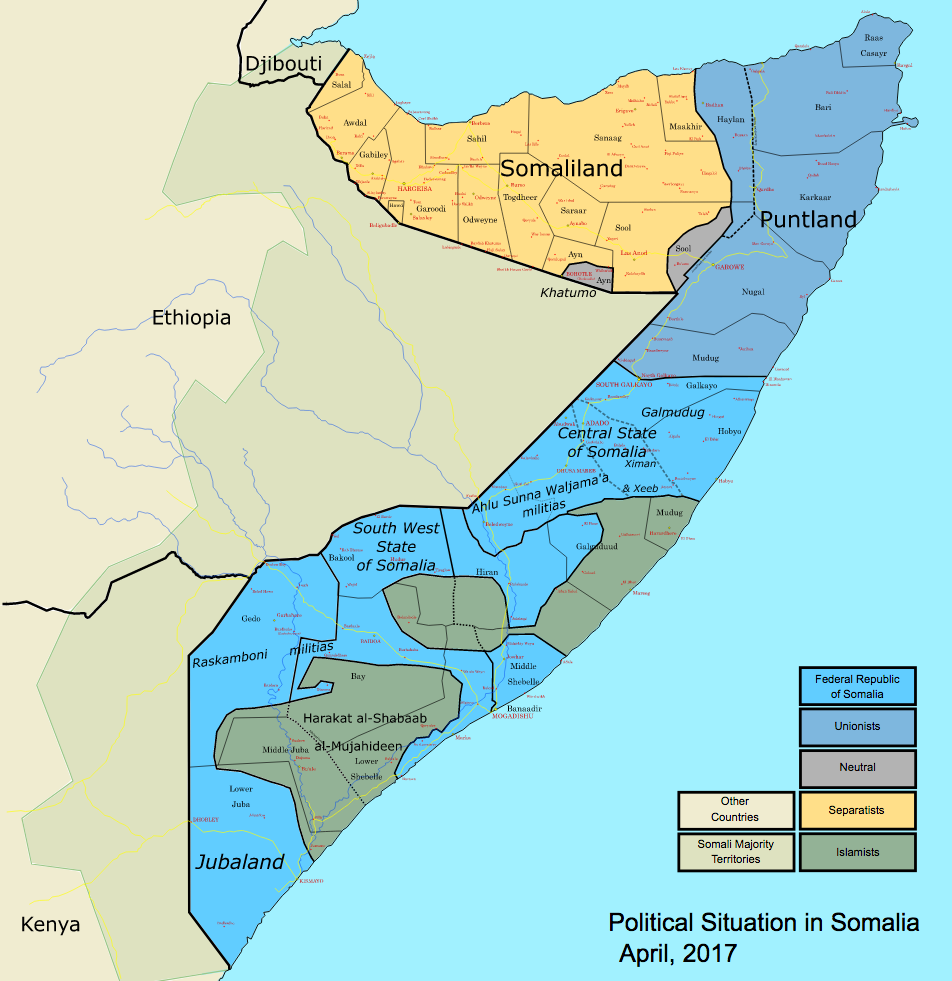
Політична карта Сомалі на квітень 2017

Сомалі має міжнародно визнаний Федеральний Уряд. Тепер[коли?] на території Сомалі існують такі самопроголошені державні утворення:
- Сомалійська Республіка (основна частина Могадішо, завдяки розміщеному там, під егідою Африканського Союзу, військовому контингенту з Уганди та Бурунді) — території, контрольовані Перехідним Федеральним Урядом, якому формально також підпорядковано кілька самопроголошених напівавтономних держав і дрібних угруповань, які не бажають підкорятися «Аш-Шабааб» і Сомаліленду.
- Джубаленд (південний захід) — з 2013 року є автономією. Спочатку проголосив незалежність, але потім виявився під контролем радикальних ісламістів. 2011 року частина території на кордоні з Ефіопією була звільнена і оголошена автономією у складі федеративного Сомалі, у війні бере участь на стороні федерального уряду. У південній частині регіону з ініціативи Кенії була проголошена інша автономна держава — Азанія, яка дотримується нейтралітету у громадянській війні, проте Азанії не вдалося закріпити самостійність і взяти під контроль відчутну частину території, на яку вона претендувала. 2013 року Азанія стала частиною Джубаленду, офіційно визнаної автономії після підписання угод з федеральним урядом Сомалі.
- Галмудуг (центр) — автономний район, спочатку проголосив свою незалежність, але тепер визнає Перехідний Федеральний Уряд, вважаючи себе автономією, у війні бере участь на стороні федерального уряду.
- Хіман і Хеб (центр) — напівавтономне державне утворення на території Галмудугу, дотримувався нейтралітету, нині[коли?] розглядає можливість входження до складу федеративного Сомалі.
- Ахлу-Сунна валь-Джамаа (Ahlus Sunnah wal Jamaah, ASWJ («Більшість»); центральні райони, прилеглі до кордону з Ефіопією) — угруповання поміркованих ісламістів, що підтримують Перехідний Федеральний Уряд і беруть участь у війні на його боці, контролюючи невелику територію на лінії фронту, має статус автономії.
- Пунтленд (північний схід) — автономний район, який визнає центральний Перехідний Федеральний Уряд, і приблизно до березня-квітня 2010 були його головною опорою, однак після конфлікту навколо виданих федеральним урядом концесій на нафтові родовища в Пунтленді оголосив про свій нейтралітет, що, мабуть, послужило причиною краху наступу урядових військ на «Аш-Шабааб» у лютому-березні 2010 року.
- Маахір (північ) — автономна держава, 1 липня 2007 року проголосив свою незалежність від Сомаліленду, але потім, визнавши Перехідний Федеральний Уряд і вважаючи себе автономією, фактично ліквідована, опинилася під контролем Сомаліленду і Пунтленду. З 11 січня 2009 повністю контролюється Пунтлендом, проте останній не виключає можливості надання Маахіру особливого статусу всередині Пунтленду після об'єднання Сомалі.
- Хатумо (північ) — з 2012 року є автономією. До цього вважав себе частиною етнічно близького Пунтленду. У 2008 р проголосив свою незалежність від Сомаліленду і Пунтленду під найменування Нортленд. Сепаратизм був викликаний пасивною позицією Пунтленду з питання повернення територій, захоплених Сомалілендом в 2007 році. У 2009 р визнав Перехідний Федеральний Уряд і став вважати себе автономією, але незабаром був ліквідований, опинившись під контролем Сомаліленду і Пунтленду, потім відновив автономний статус під назвою Сул-Санааг-Айн (SSC). У січні 2012 року проголосив себе автономією під назвою Сомалійська Держава Хатумо, був визнаний в такому статусі президентом Сомалі.
- Ісламський Емірат Сомалі («Джамаат Аш-Шабаб», «Аш-Шабааб») — радикальний ісламістський рух, що має зв'язки з «Аль-Каїдою» і тісно співпрацює з радикальними ісламістами сусіднього Ємену, нині[коли?] контролює значні території на південному заході і в центрі Сомалі.
- Республіка Сомаліленд (північний захід) — проголосила себе незалежною державою 18 травня 1991 року. Офіційно не визнана жодною державою світу, хоча має неформальні політичні зв'язки з низкою країн. Має територіальний конфлікт з сусідніми Пунтлендом і Хатумо, населеними кланом Дарод.
- Авдалленд (північний захід) — самопроголошена у серпні 2010 року автономна область, вважає себе незалежною від Сомаліленду і перебуває у складі федеративного Сомалі. Населена кланом Гадабуурсі, у війні явним чином не бере участь.

Британський Сомаліленд і країни регіону, 1940 рік

 Ряд державних утворень (або збройних угруповань), проголошених раніше, нині[коли?] фактично вже не існують:
- Союз ісламських судів (СІС) — фактично розколовся на радикальних (південь Сомалі) і помірних (центр Сомалі) ісламістів, які якийсь час вели між собою військові дії, на часі радикали («Аш-Шабааб») контролюють майже всю територію, яку займав СІС.
- «Хезб аль-Іслам» — фактично розформоване радикальне ісламістське озброєне угруповання, що було однією з основних у Сомалі, її бійці приєдналися до угруповання «Аль-Шабааб»[2].
- Центральні Штати Сомалі (центр Сомалі) — міжкланове державне утворення, фактично яке вже не існує, бо контролюється помірними ісламістами.
- Фронт опору Раханьєн (південний захід Сомалі) — нині[коли?] контролюється радикальними ісламістами.
- Альянс польових командирів (різні райони Могадішо) — по суті, влився в Перехідний Федеральний Уряд.

Крім того, ряд територій фактично не має якої б то не було централізованої влади взагалі і управляється главами місцевих племен, а також піратськими кланами.

## Провінції

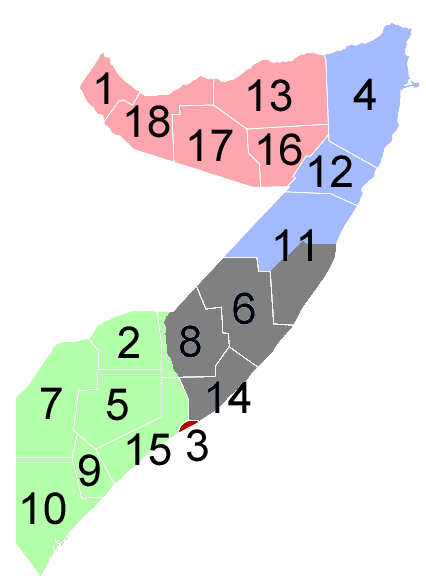
Провінції Сомалі

Сомалі складається з 18 провінцій (gobolka):
| 1. Авдал (*) 2. Баколь 3. Бенадір 4. Барі 5. Бей 6. Галгудуд 7. Гедо 8. Хіран 9. Середня Джуба | 1. Нижня Джуба 2. Мудуг 3. Нугал 4. Санааг (*) 5. Середня Шабелле 6. Нижня Шабелле 7. Сул (*) 8. Тогдер (*) 9. Вокуй-Гальбід (*) |

 Примітка: регіони, відмічені (*), самопроголошена Республіка Сомаліленд вважає своєю територією. 

## Історія

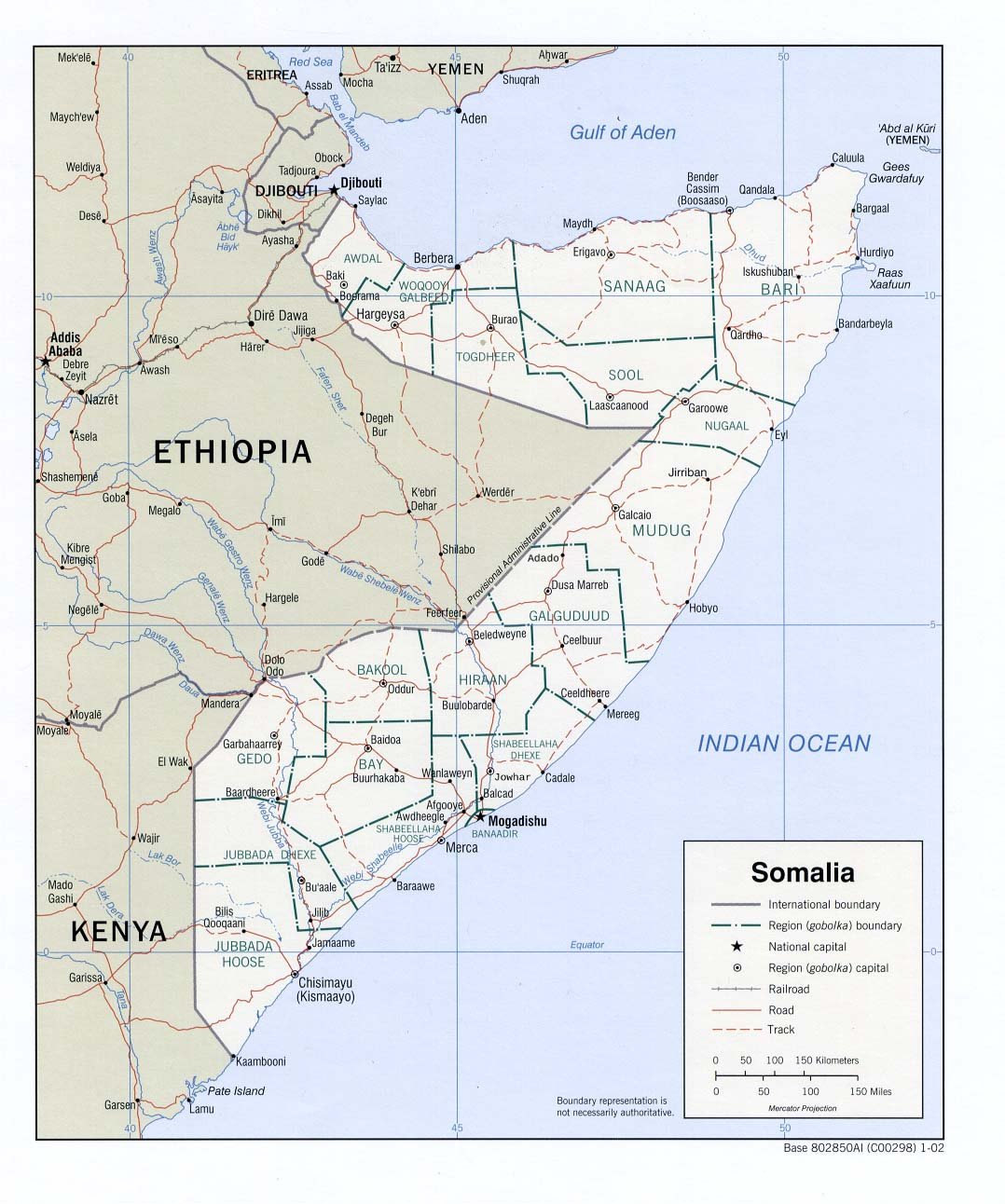
Мапа Сомалі

Сомалі утворена 1960 року з колишніх італійської та британської колоній. Після військового перевороту 1969 р. дію конституції було призупинено, створено Верховну революційну раду, назву країни змінили на Сомалійську Демократичну Республіку.
Після поразки у 8-місячній війні з Ефіопією (1978) на півночі почалося збройне повстання, яке привело до громадянської війни, захоплення столиці повстанцями й повалення військовими кланами у 1991 режиму Могаммеда Сіада Барре, який правив з кінця 1960-х років. Проте, поділити владу повстанцям так і не вдалося, тому й досі в країні панують хаос і анархія, періодично відбуваються воєнні сутички. Лиш протягом року в Могадішо було вбито понад 20 тис. людей. Війна знищила сільське господарство. Почався голод. Колишня британська колонія Сомаліленд (північ країни) 1991 року проголосила незалежність від Могадішо.
Спроби світової спільноти допомогти потерпілим від надзвичайно важкої посухи 1992 року були ускладнені через політичну нестабільність. Миротворчі війська ООН, очолювані США, надіслані для захисту вантажів із гуманітарною допомогою, 1995 року були змушені залишити країну. Гуманітарну допомогу вожді кланів відбирали і продавали або обмінювали на зброю, до населення вона не доходила.
1993 року лідери ворожих угруповань домовилися створити федеративну систему правління, яка базується на 18-ти автономних районах.
У наступні роки в країні встановилась тривка рівновага, хоча громадянська війна не припинилась і спалахнула з новою силою в середині 2000-х років. Так, у 2006 році відбулися нові бої за Могадішо між міліцією та Союзом польових командирів Сомалі. Ареною жорстокої боротьби з сотнями жертв серед цивільного населення Могадішо став у березні-квітні та листопаді 2007, а також квітні 2008 років у зв'язку з введенням з боку Ефіопії військ на підтримку чинного слабкого уряду і боями з ісламістськими повстанськими угрупуваннями, які виникли після цього. На початку червня 2008 року спеціальний представник ООН у Сомалі Ахмаду Ульд Абдалла повідомив про підписання мирної угоди між перехідним урядом Сомалі та альянсом опозиційних сил, відповідно до якої бойові дії між урядовими військами та збройними загонами опозиції припиняються на три місяці. Окрім того, впродовж наступних 120 днів із країни будуть виведені ефіопські війська, які були введені на підтримку чинного сомалійського уряду. У Могадішо перебувають 2200 військовослужбовців миротворчих сил Африканського союзу. Є підстави не бути певним у дієвості перемир'я, оскільки частина польових командирів не брала участі у переговорах і не має наміру дотримуватися перемир'я.
4 липня 2008 року у Могадішо на виході з мечеті після вечірньої молитви було вбито голову Програми розвитку ООН у Сомалі (ПРООН) Османа Алі Ахмеда.
Ситуація в Сомалі лишається неспокійною. Так, 21 серпня 2008 року сомалійські ісламісти піддали мінометному обстрілу резиденцію президента країни Абдуллагі Юсуфа Ахмеда у столиці Могадішо. Внаслідок нападу було вбито щонайменше 27 охоронців президентського палацу, ще 35 отримали поранення. В іншій сутичці між бойовиками та урядовими військами загинули щонайменше шестеро цивільних осіб.
«Союз ісламських судів» з 2004 року боровся проти офіційної влади Сомалі. 2006 року «Союз ісламських судів» узяв під контроль столицю Сомалі Могадішо. Повернутися до влади тодішньому президентові Абдуллі Юсуфу Ахмеду допомогли війська Ефіопії. У середині січня 2009 року, незабаром після відходу ефіопських військ і відставки Юсуфа Ахмеда, ісламісти знову захопили Могадішо.
31 січня 2009 року парламент Сомалі обрав президентом помірного ісламіста, засновника Союзу ісламських судів Шарифа Ахмеда. З міркувань безпеки вибори проходили в сусідній Джибуті. Радикальні ісламісти виступили проти співпраці своїх поміркованих соратників з владою країни, вони звинуватили Ахмеда в дотриманні наказів США. У такій ситуації влада вирішила ввести у країні норми шаріату, щоб отримати підтримку населення і привернути на свій бік людей, що симпатизують радикальному ісламізмові. 18 квітня 2009 парламент Сомалі одностайно схвалив рішення уряду про введення у країні законів шаріату.
За даними рейтингу «Неспроможних держав» на 2013 рік, Сомалі посідає перше місце.
У 2017 новим президентом став Мохамед Абдуллагі Мохамед, якого обрали на зборах Парламенту у Могадішо. Збори відбулися в авіаційному ангарі місцевого аеропорту.

## Населення

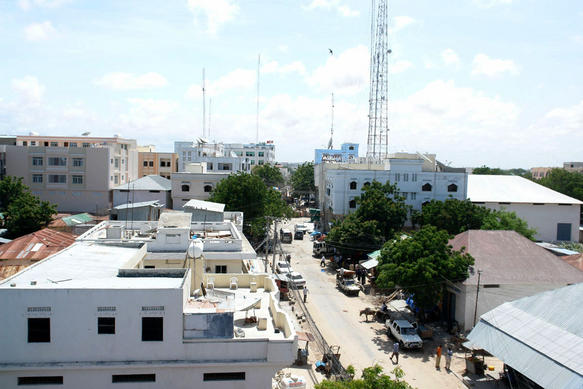
Могадішо

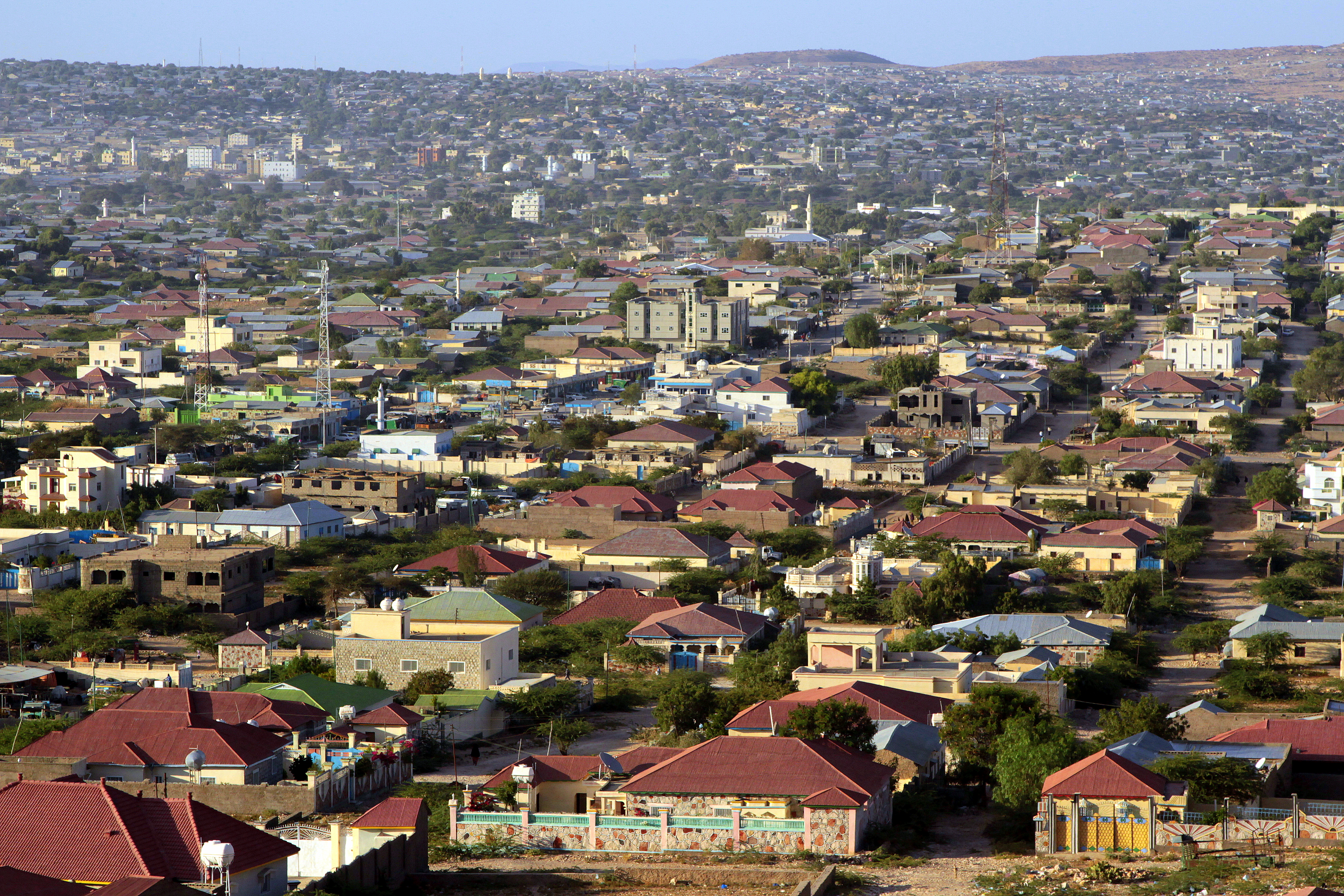
Харґейса

### Міста
| Міста |            |                        |           |           |
| Номер | Місто      | Населення              | Населення | Населення |
| Номер | Місто      | Чисельність за оцінкою |           |           |
| 1.    | Могадішо   | 1 588 173              |           |           |
| 2.    | Гаргейса   | 478 514                |           |           |
| 3.    | Бурао      | 155 832                |           |           |
| 4.    | Босасо     | 107 326                |           |           |
| 5.    | Беледуейне | 94 157                 |           |           |
| 6.    | Бербера    | 78 047                 |           |           |
| 7.    | Байдоа     | 76 839                 |           |           |
| 8.    | Галькайо   | 76 149                 |           |           |
| 9.    | Борама     | 67 103                 |           |           |
| 10.   | Кісмайо    | 57 321                 |           |           |

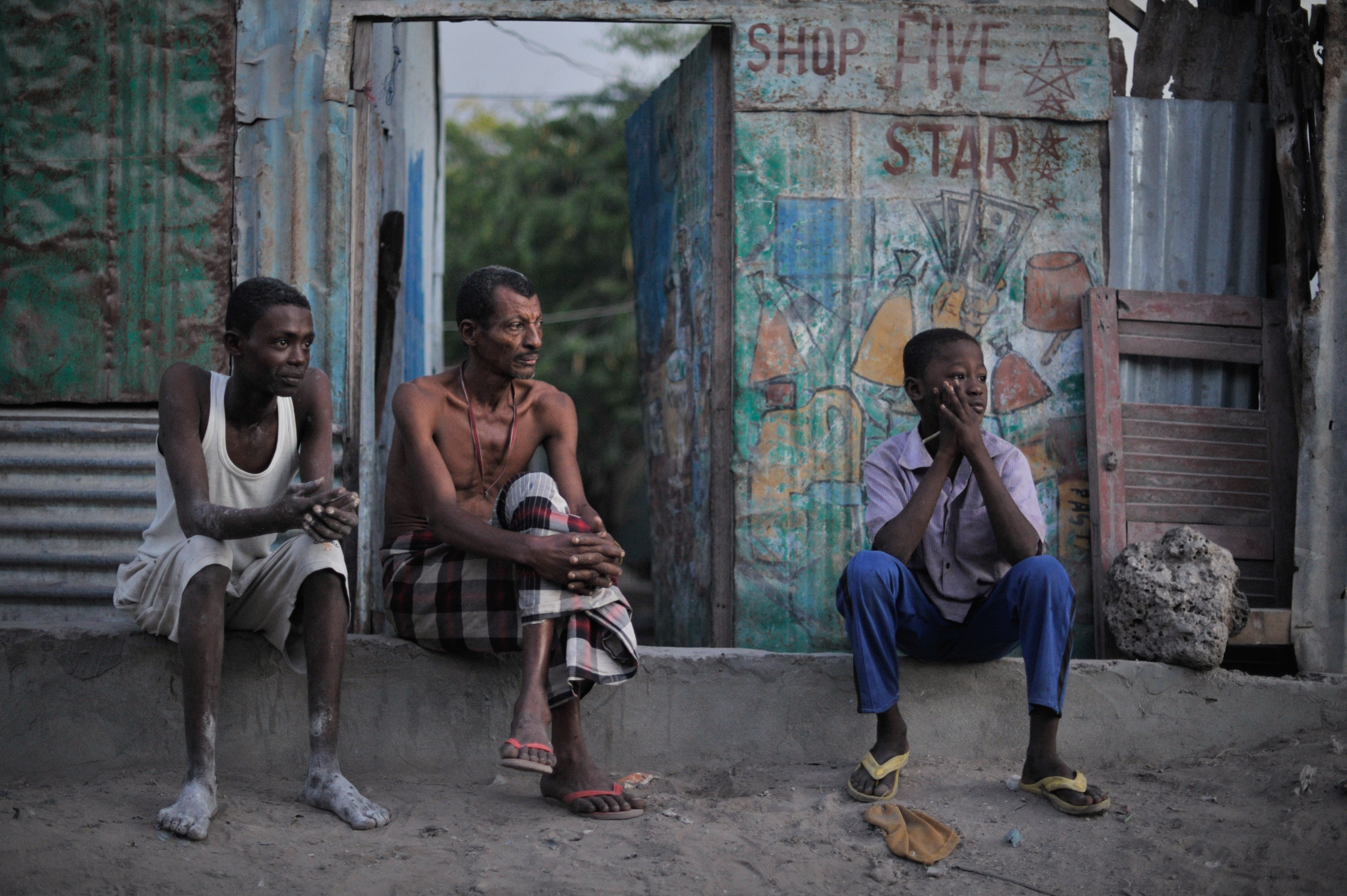
Батько із синами
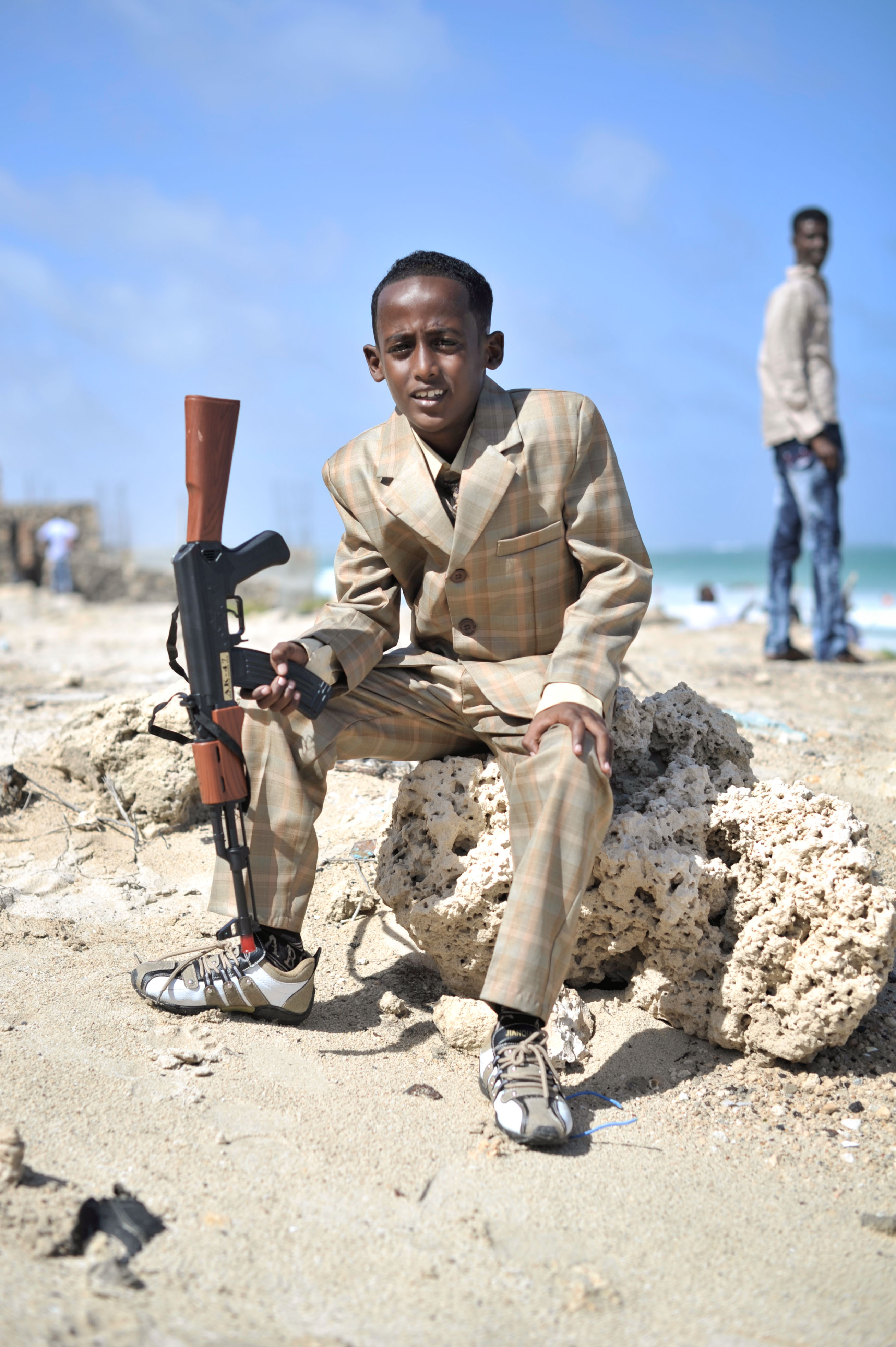
Хлопчик позує із іграшковим автоматом (свято Ейд)
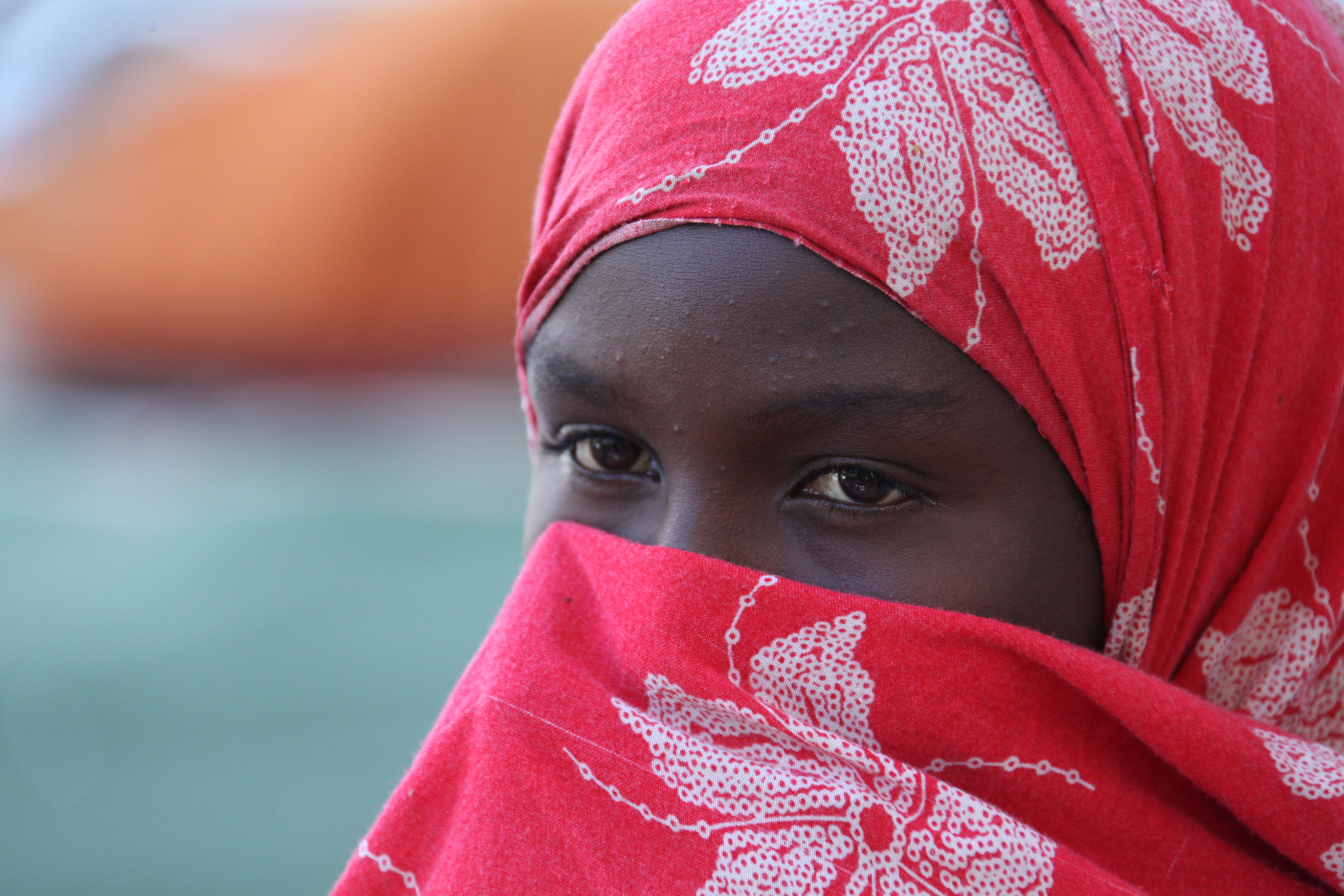
Дівчина
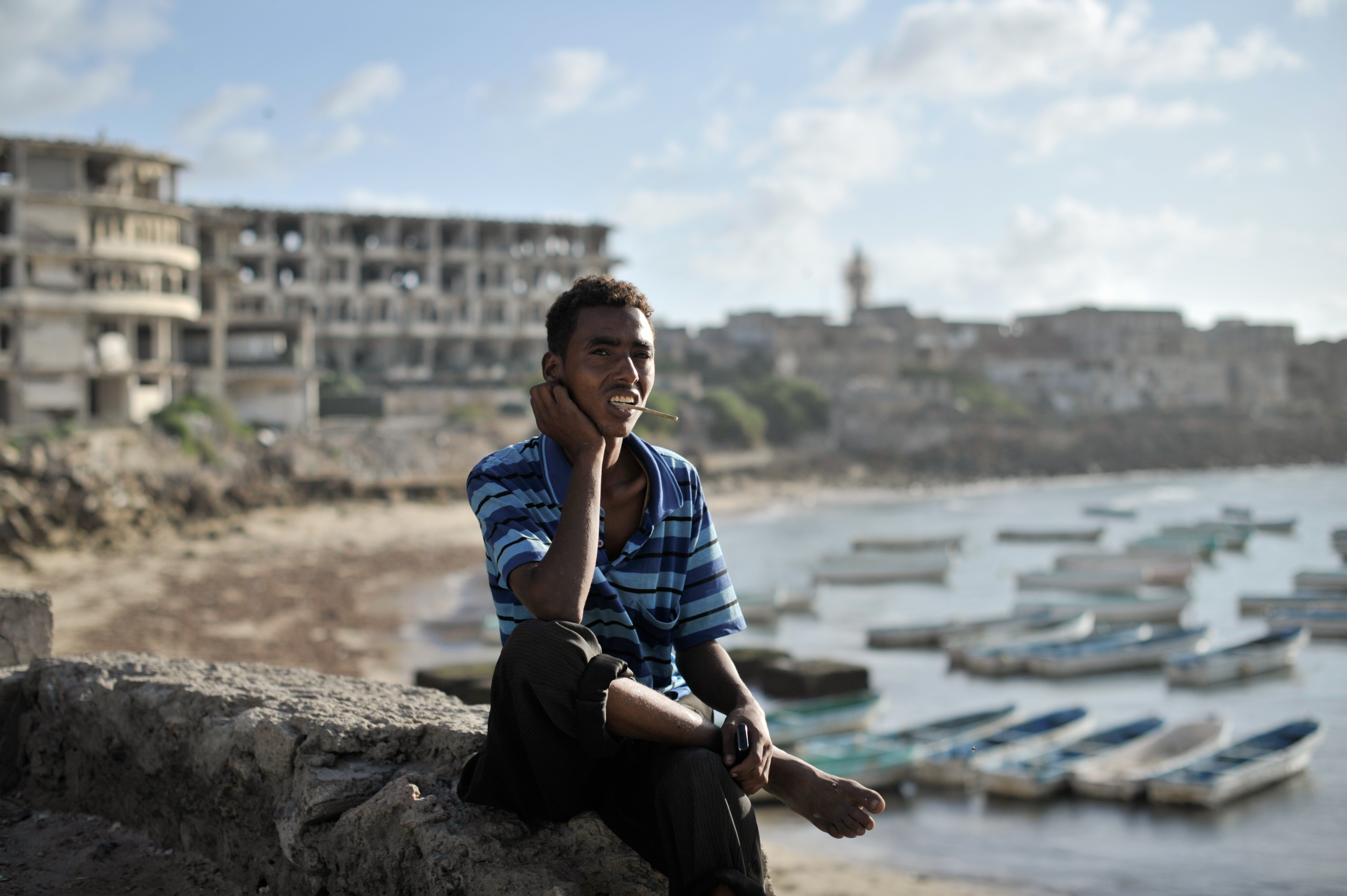
Юнак біля порту
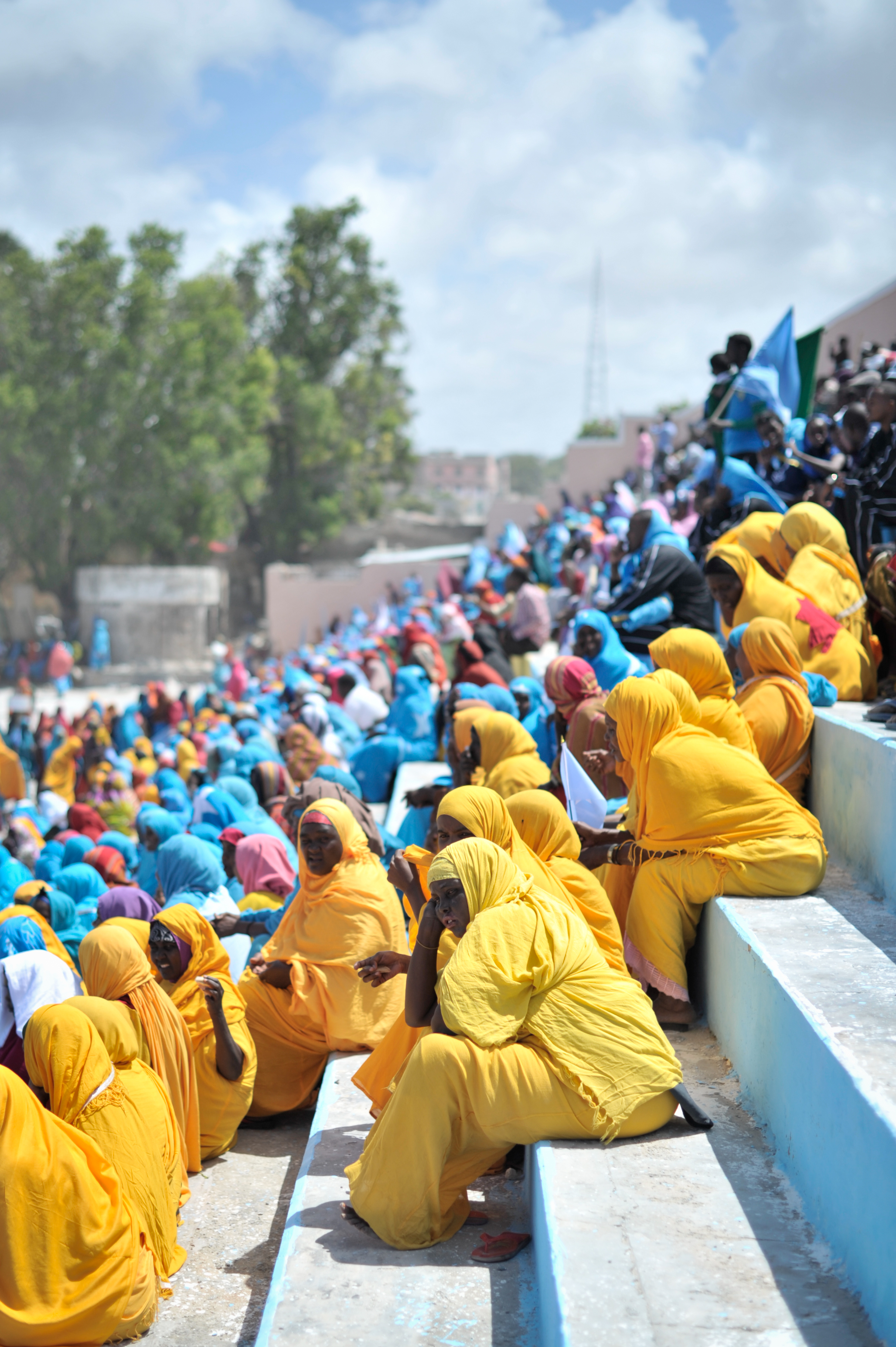
Святкування Дня незалежності (місця для жінок)
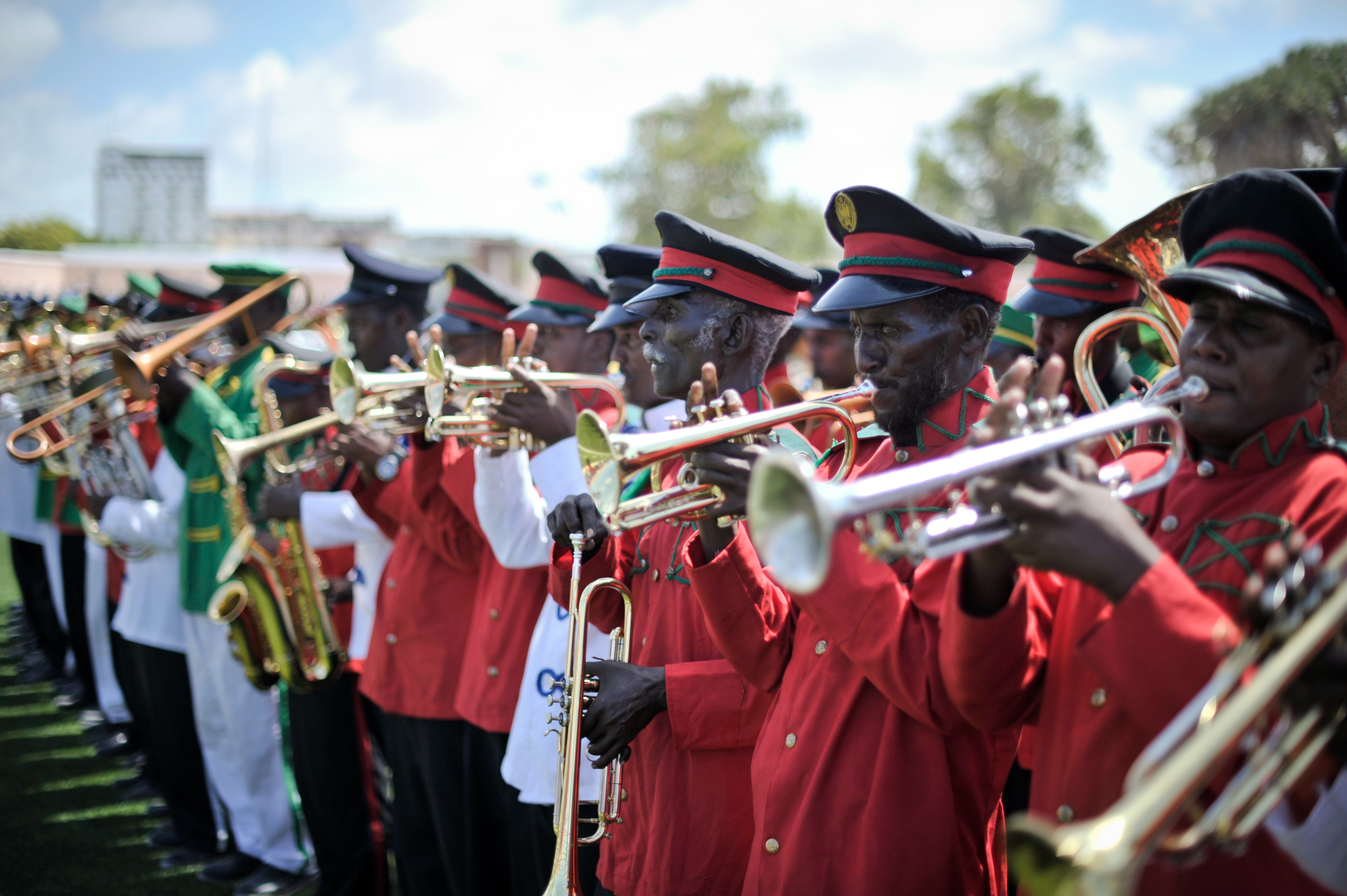
Святкування Дня незалежності (оркест грає на стадіоні у столиці Могадішу)
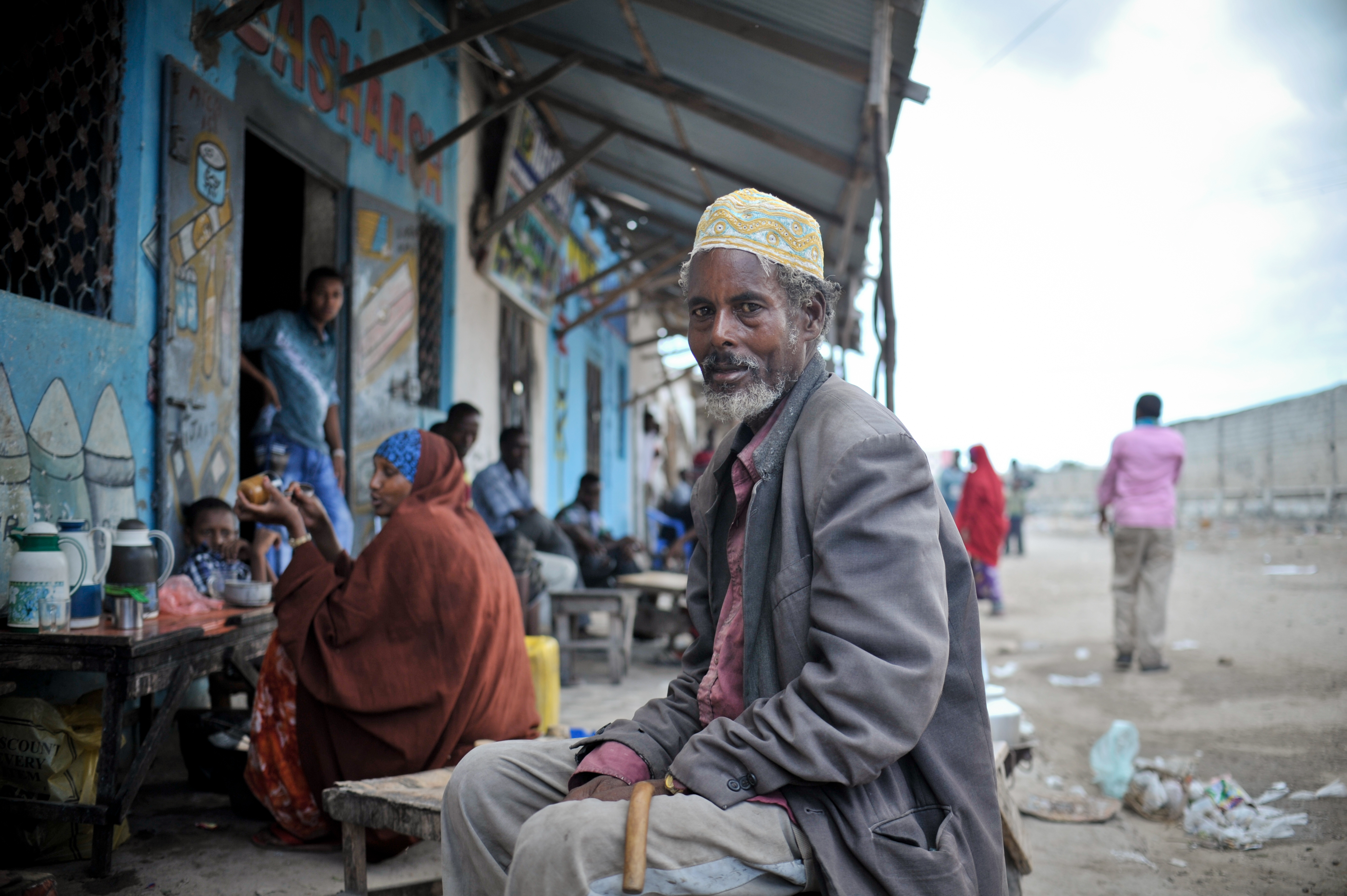
Дідусь біля кафе
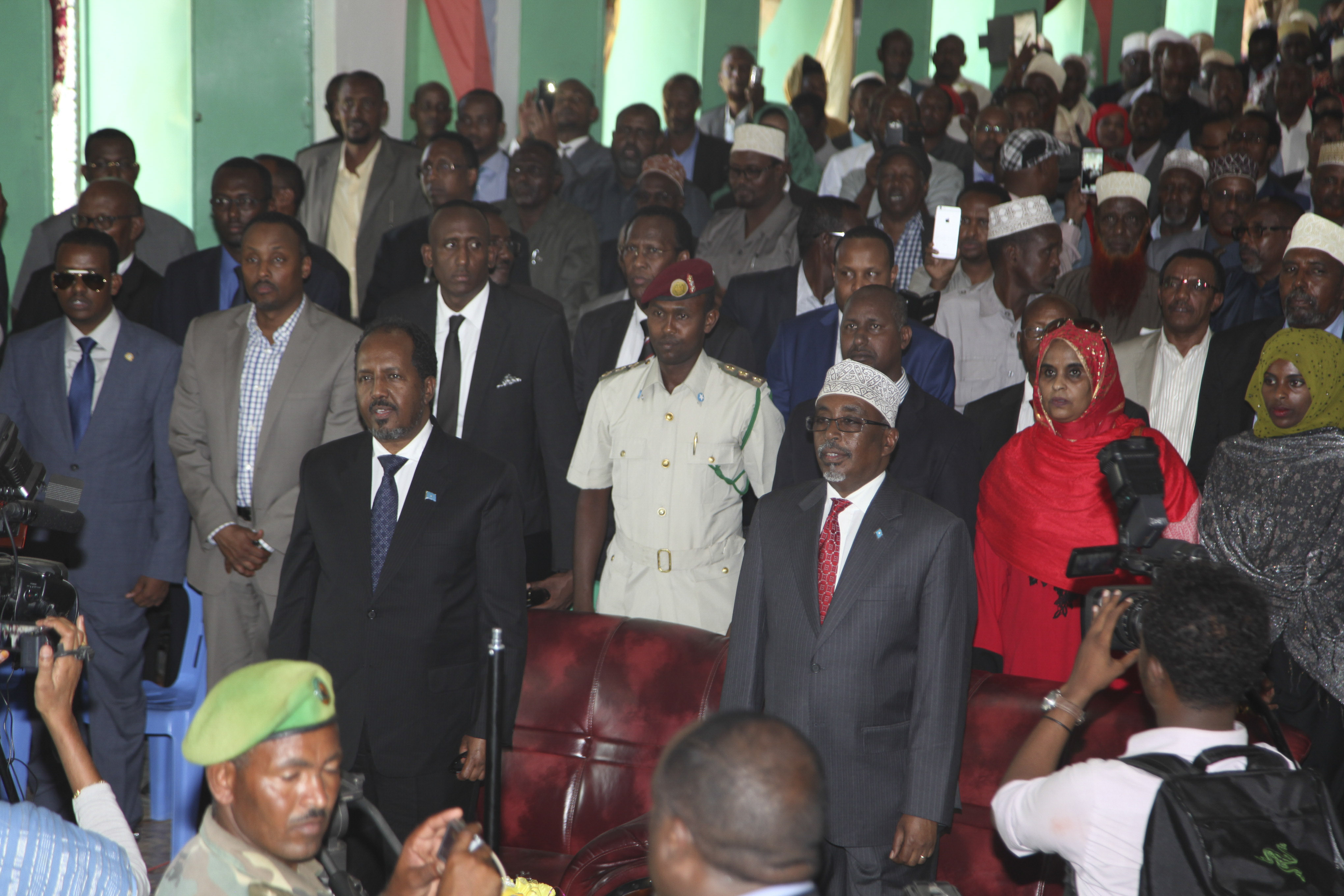
Церемонія інагурації президента Хасаа Шейх Махмуда у 2014
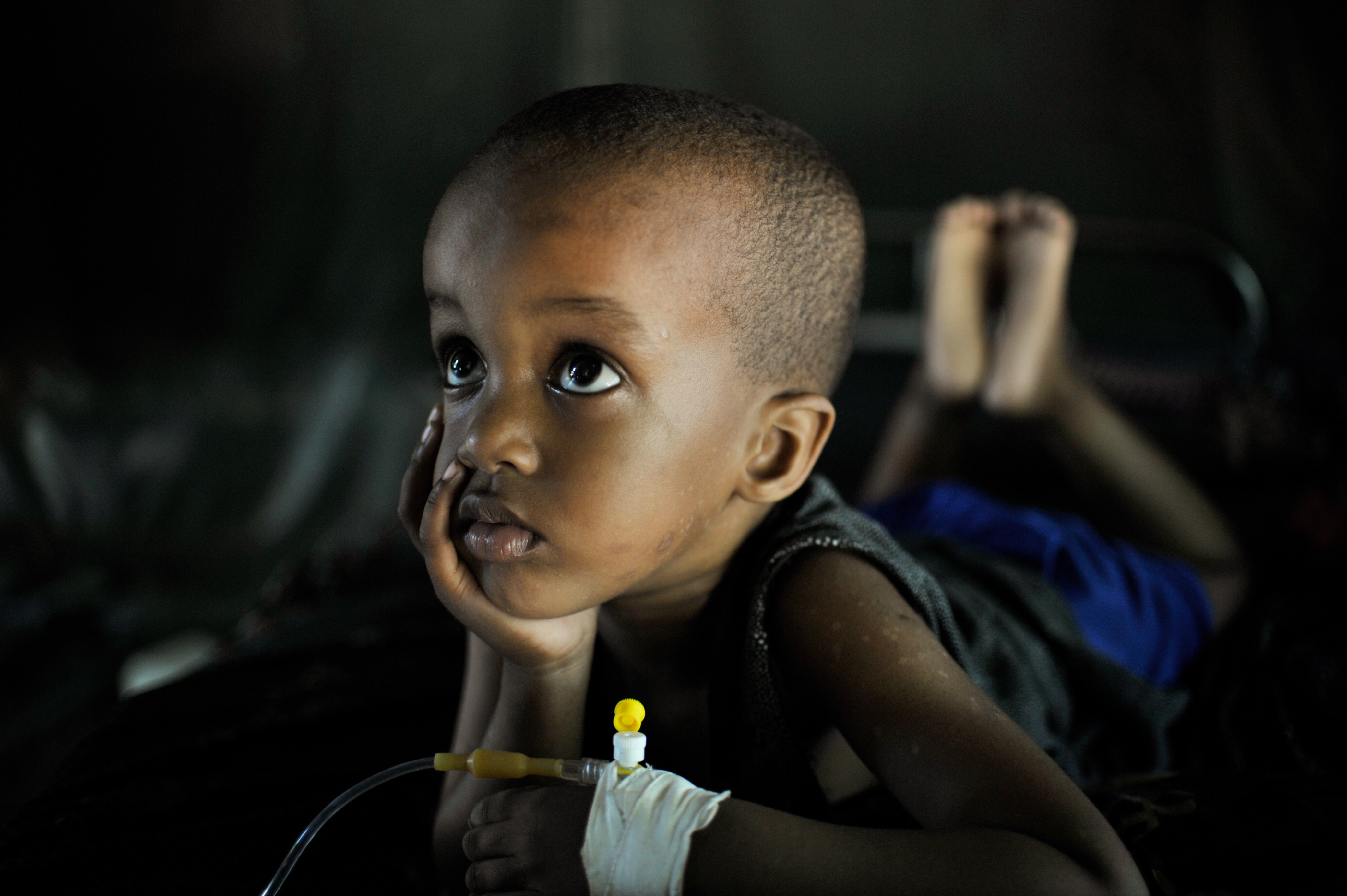
Хлопчик на лікуванні від малярії
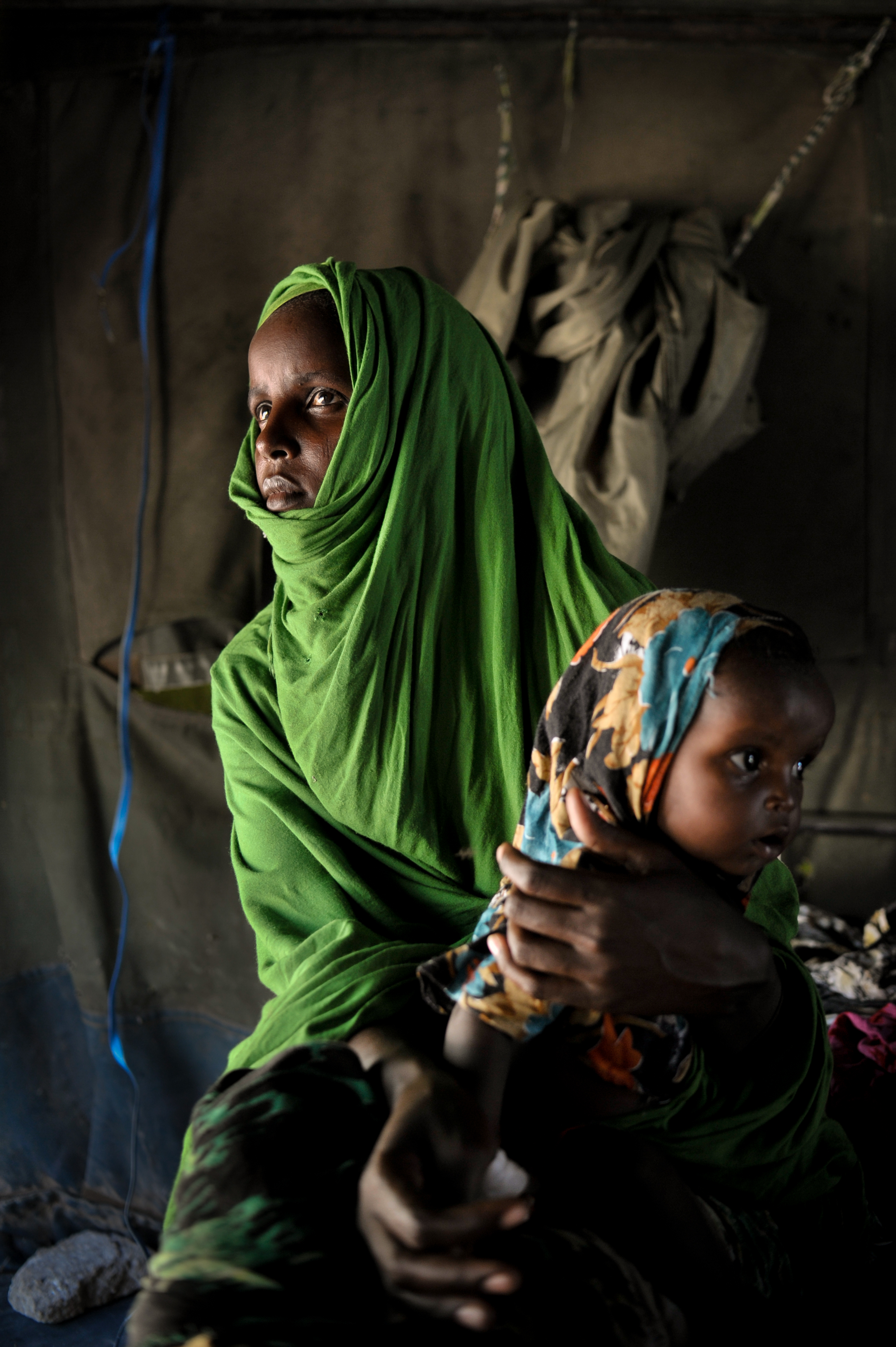
Мати із дочкою в лікарні
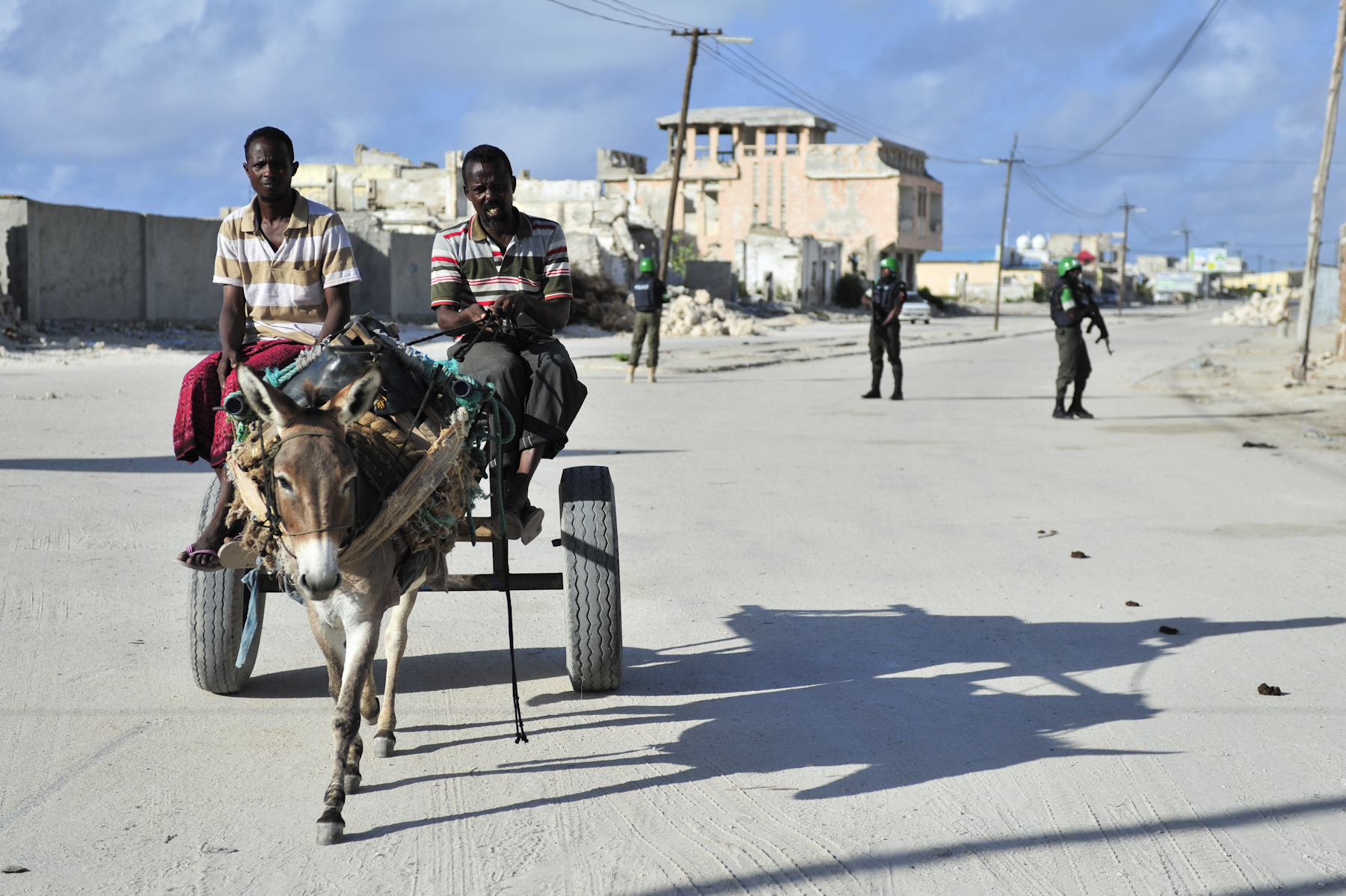
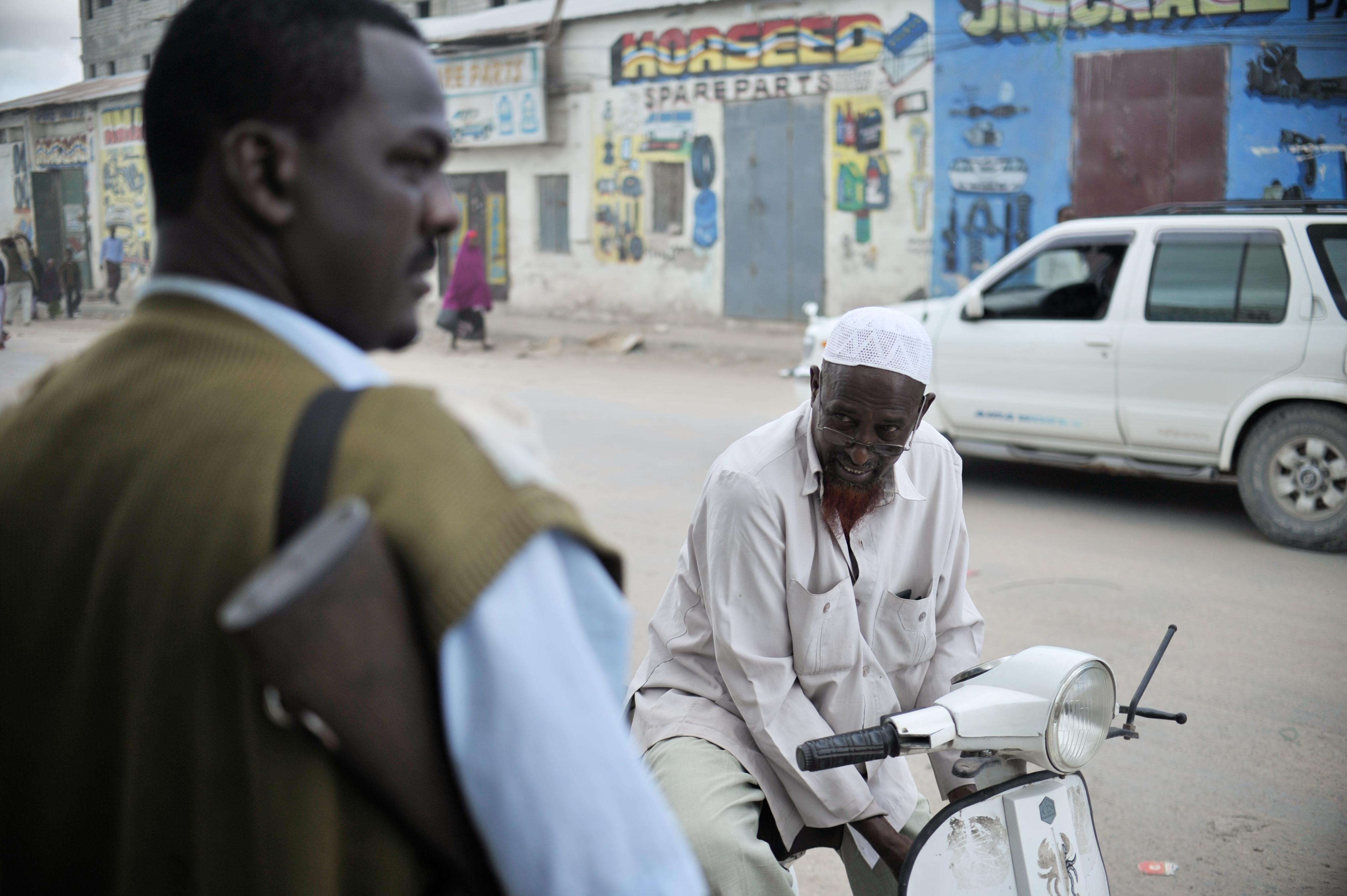
Патруль
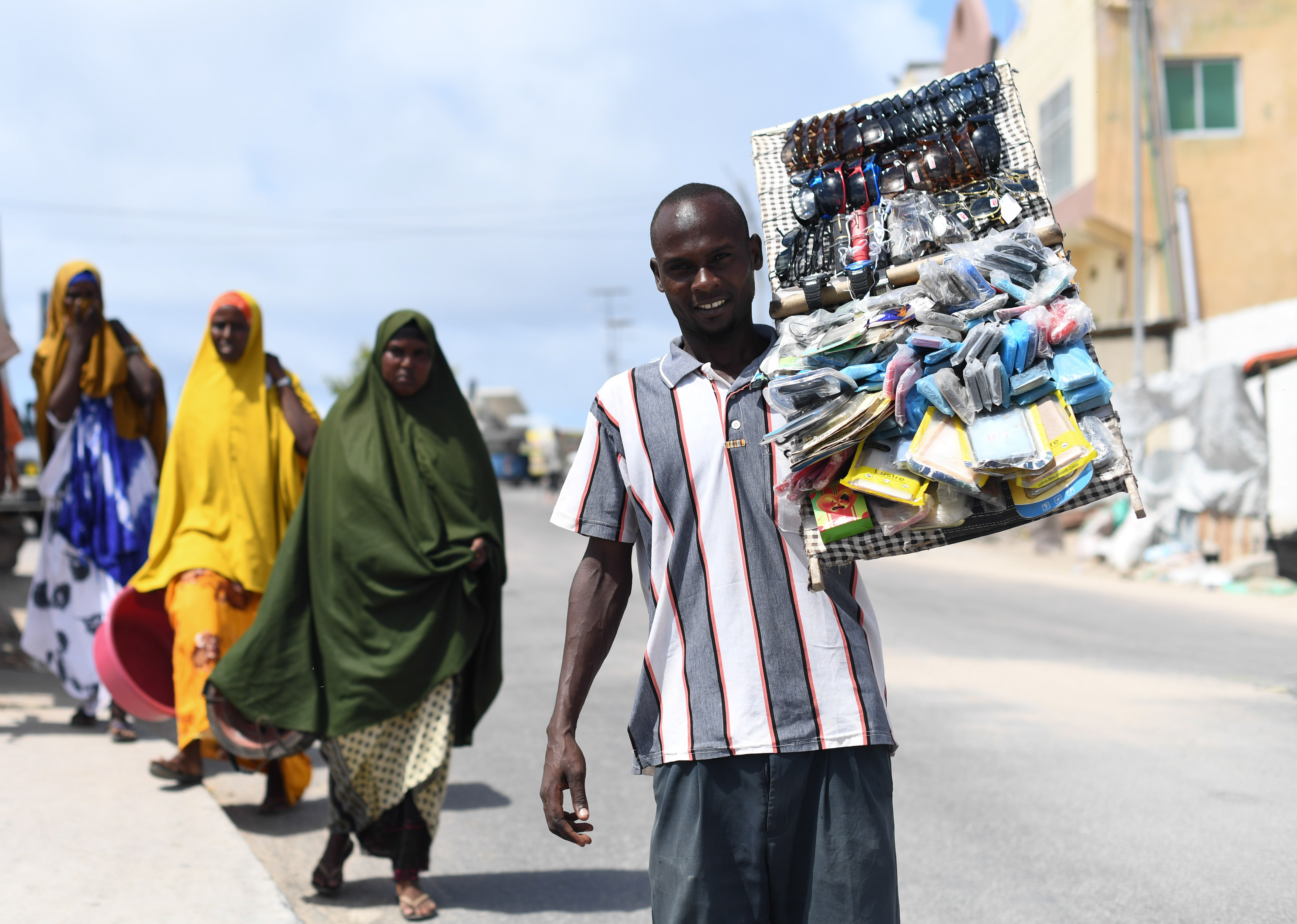
Вуличний торгівець
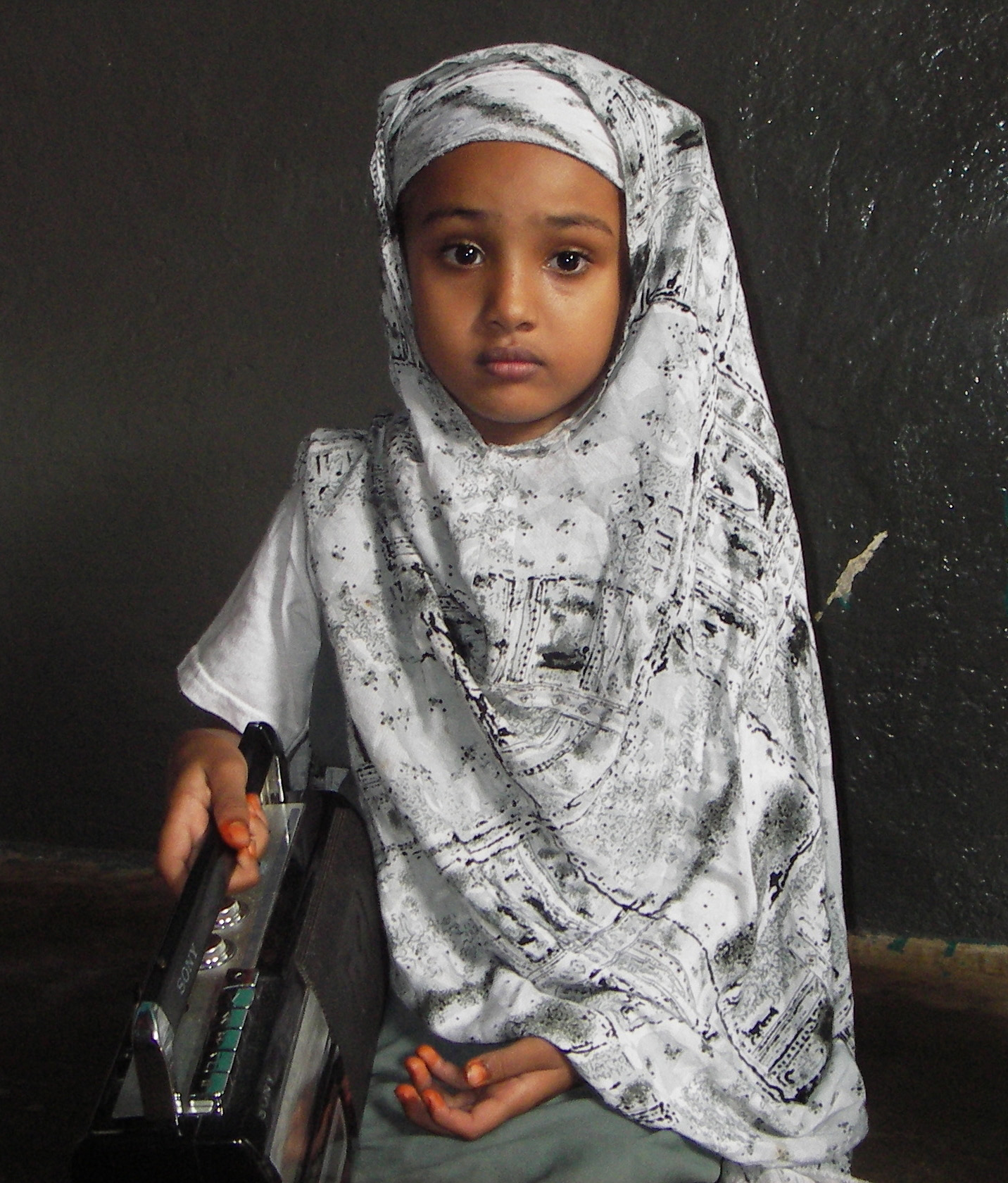
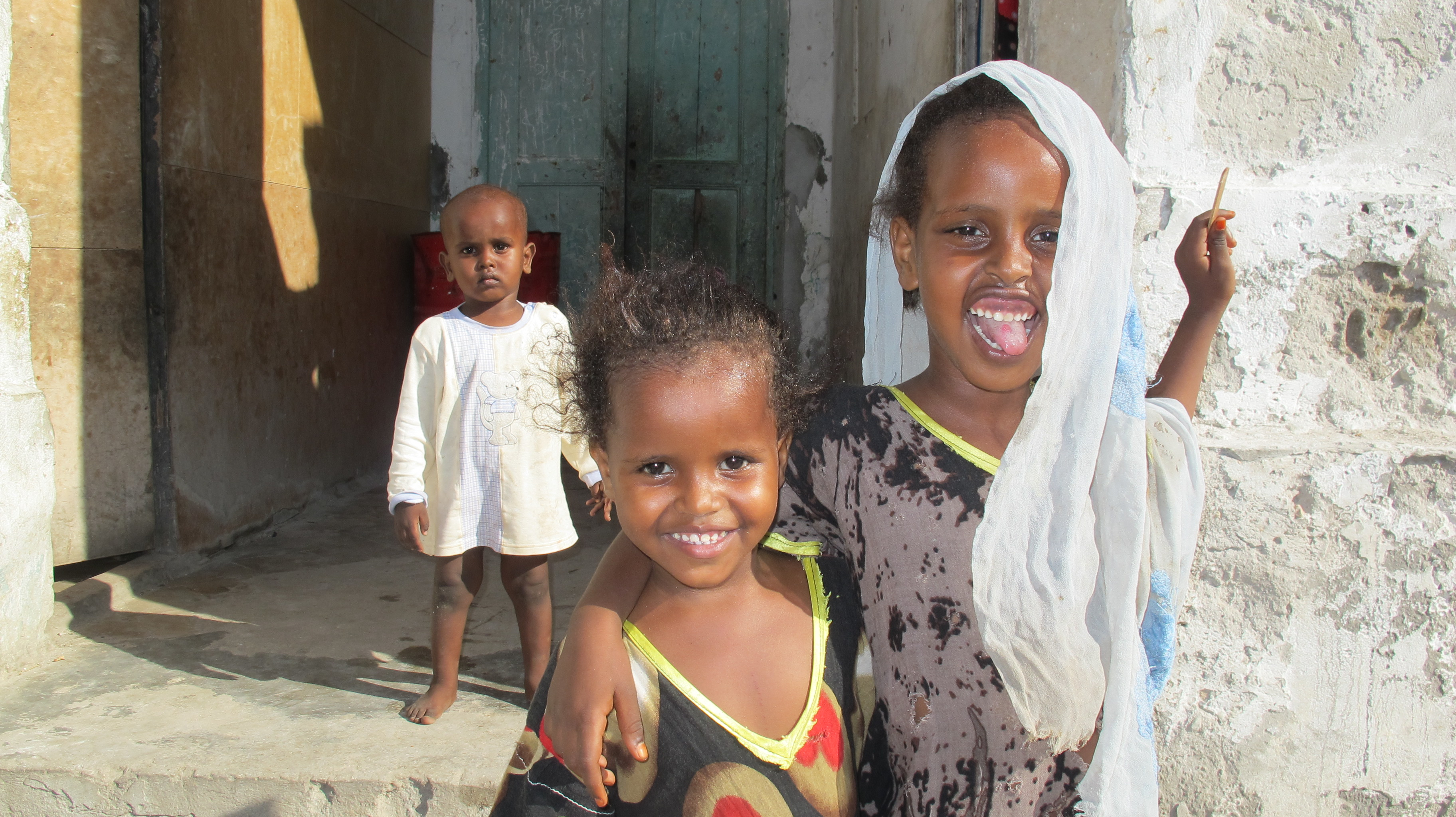
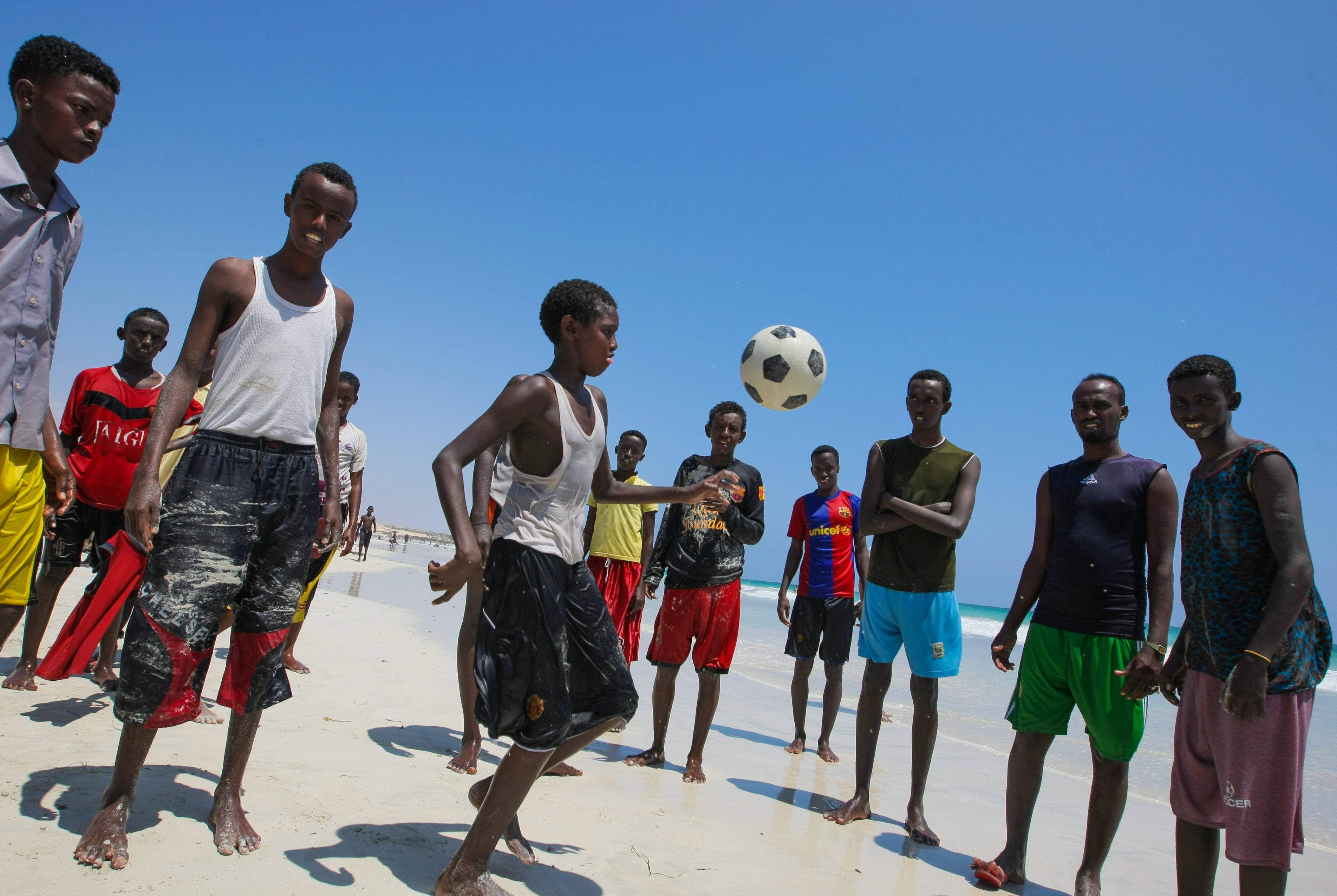
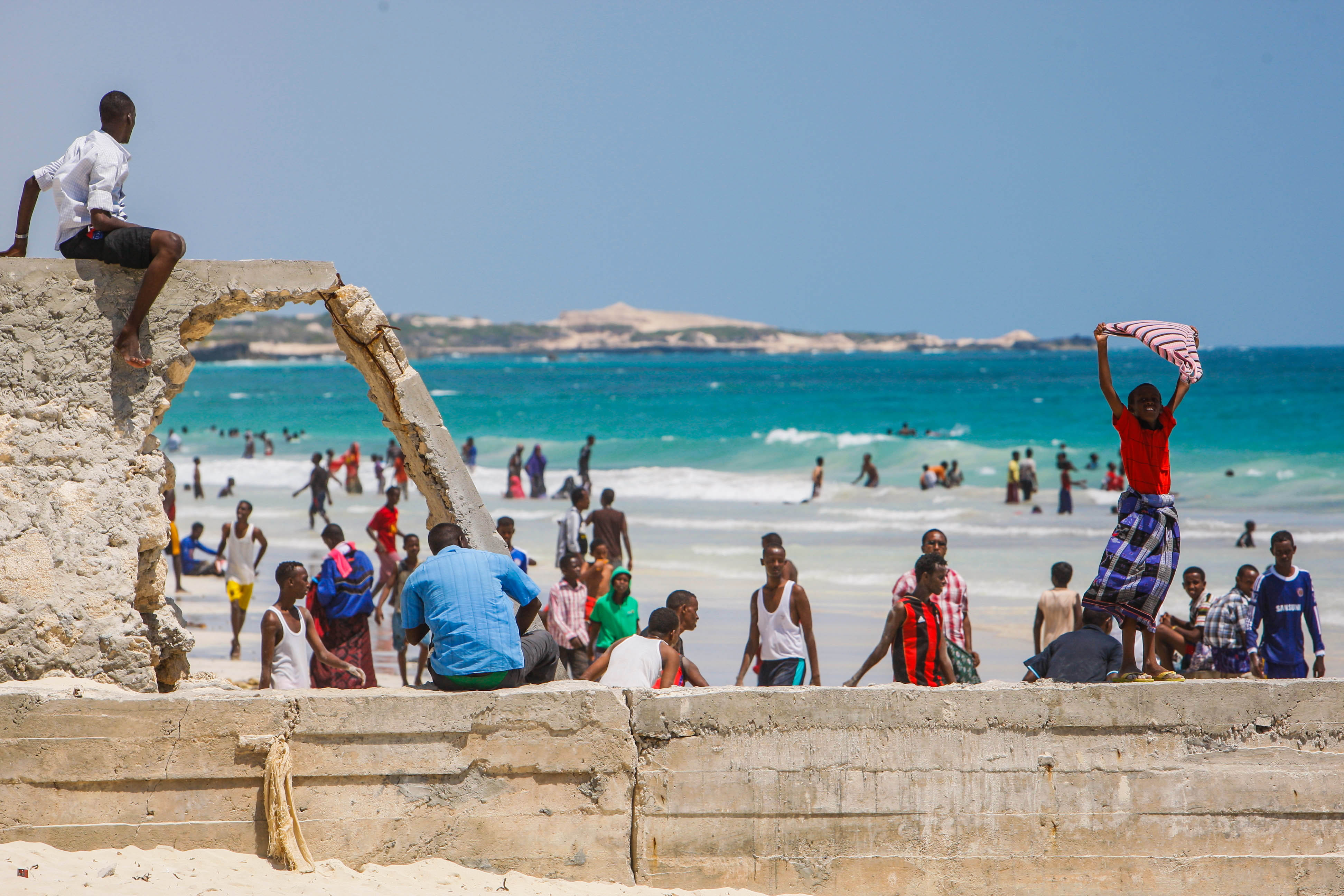
Пляж Лідо
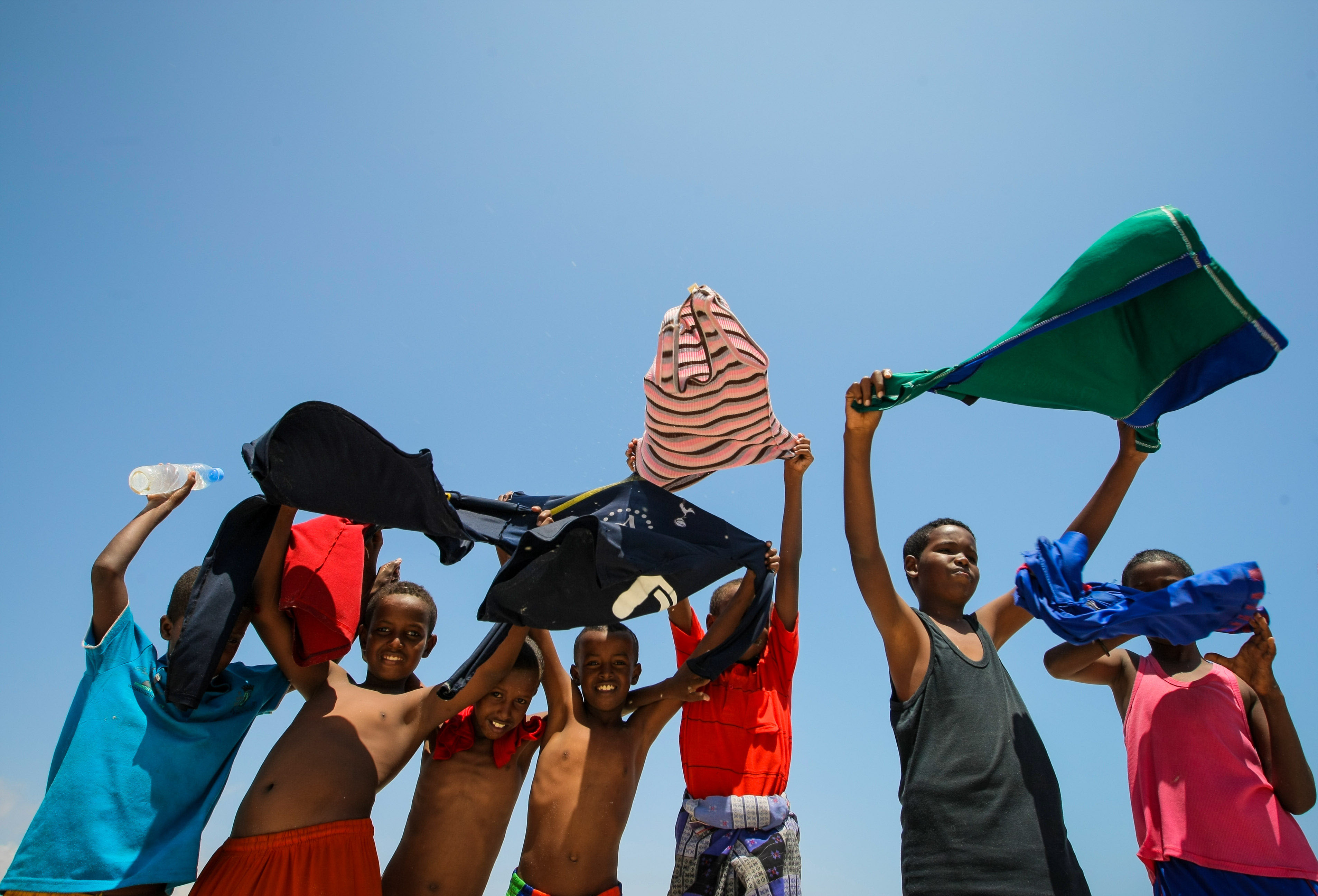
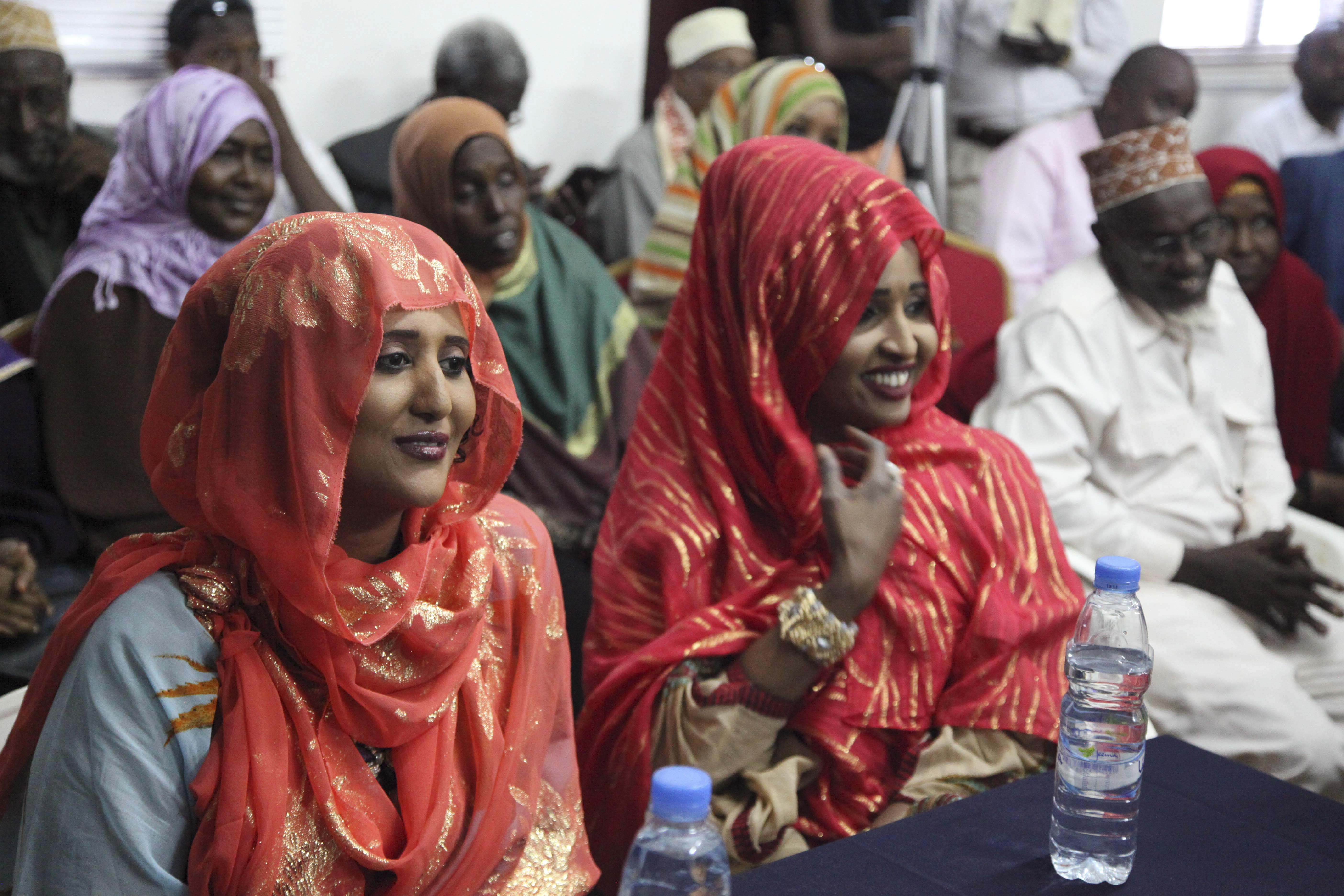

## Освіта
Міністерство освіти офіційно відповідає за освіту в Сомалі і контролює початкові, середні, технічні та професійні школи країни, а також підготовку вчителів початкових і технічних дисциплін та неформальну освіту. Близько 15 % державного бюджету виділяється на шкільну освіту.

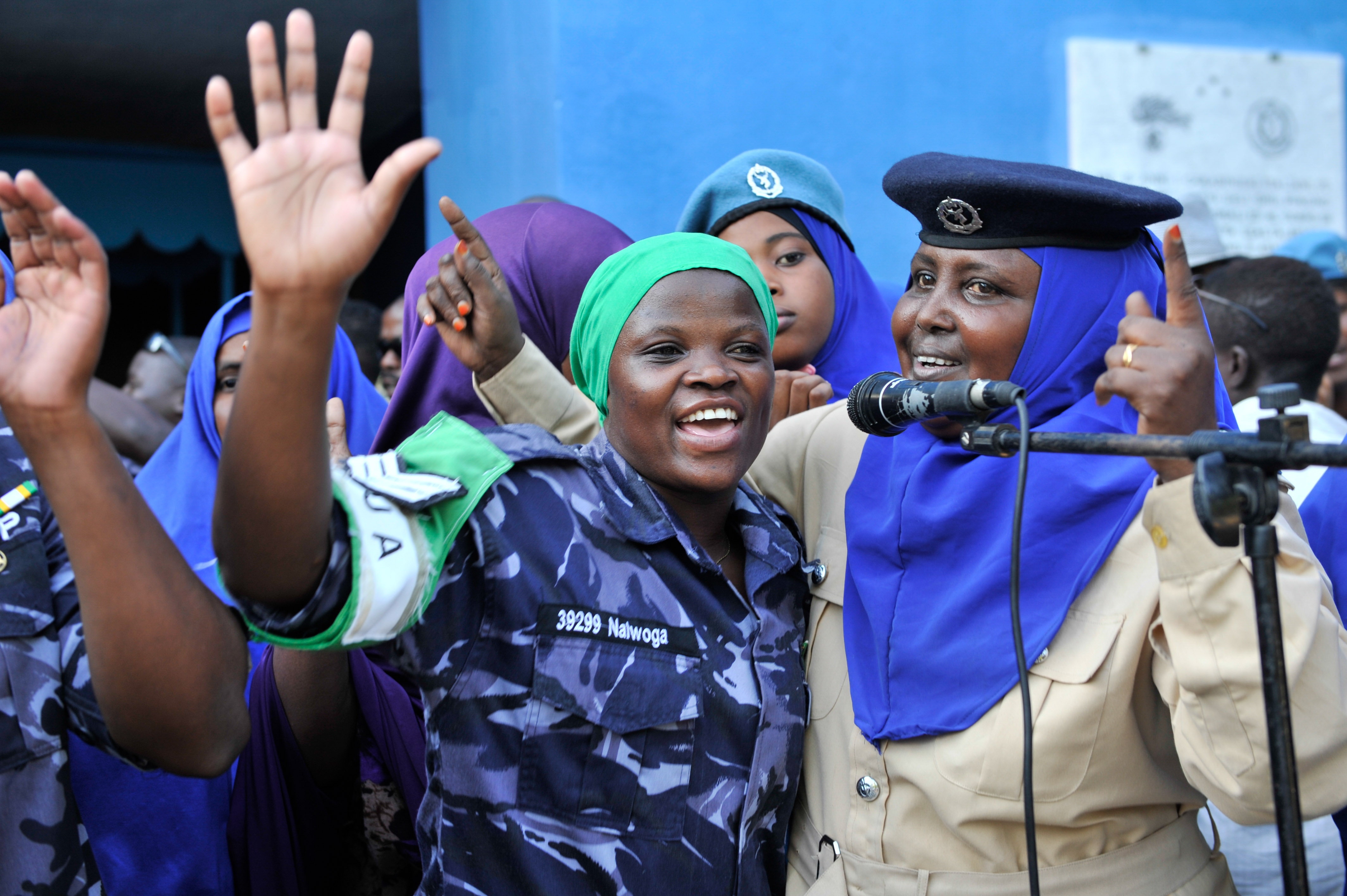
Жінки-поліцейські в Поліцейській академії
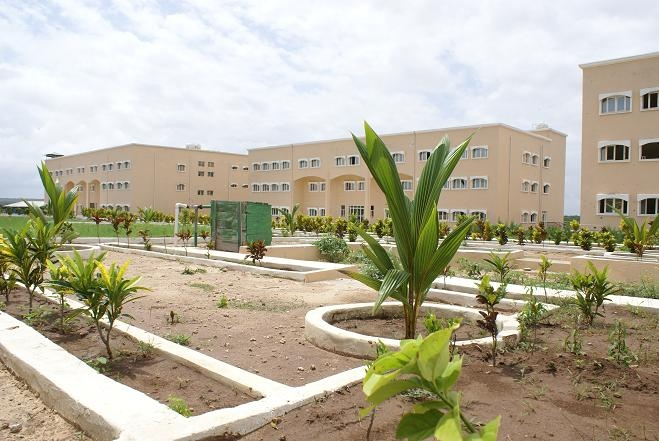
Національний університет в Могадішо
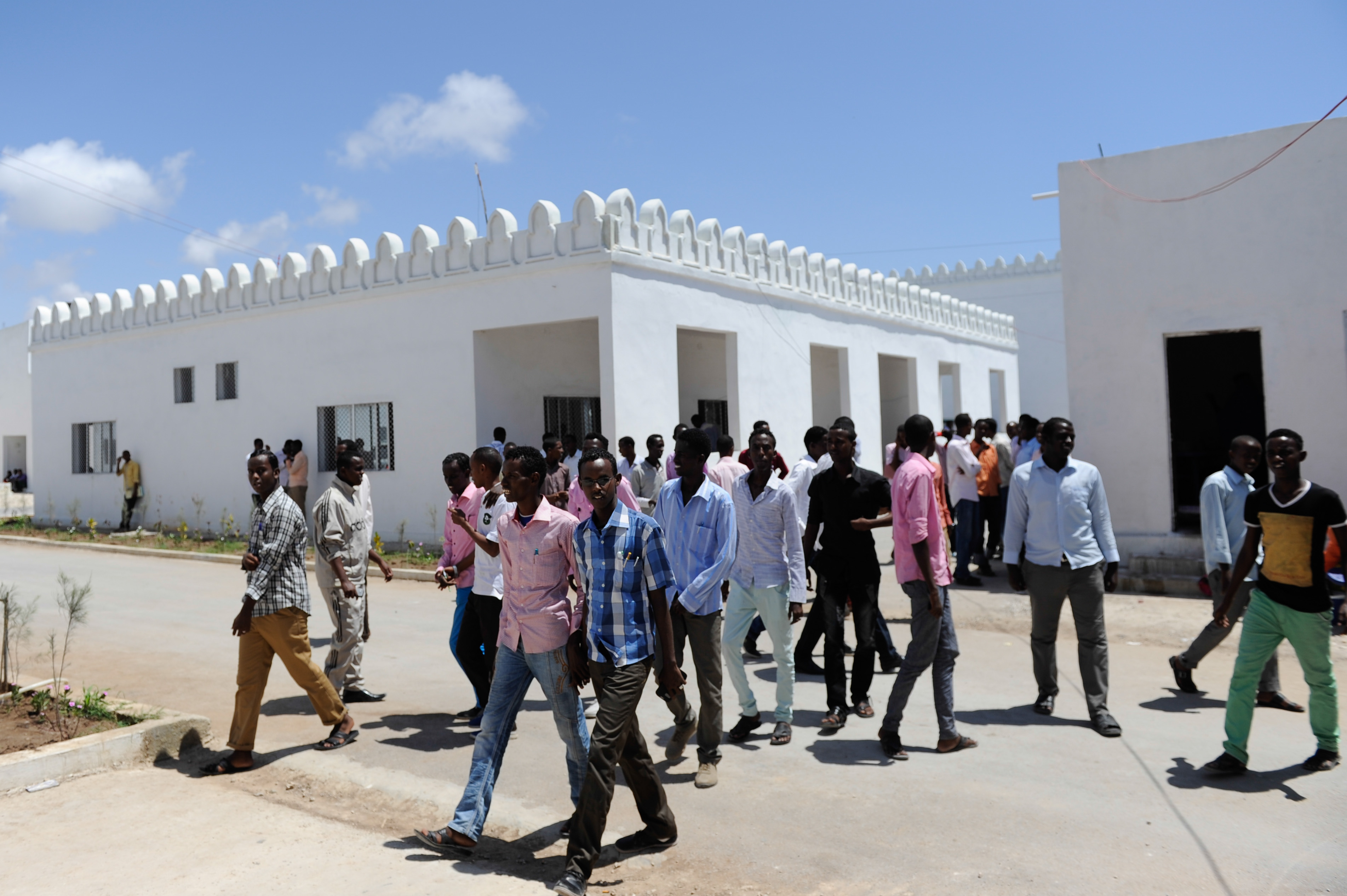
Студенти Національного університету
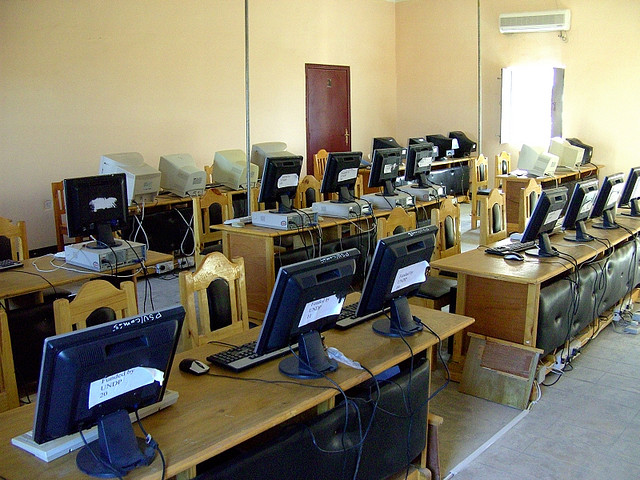
Комп'ютерний клас в університеті Пунтленду, Гарове (2007)
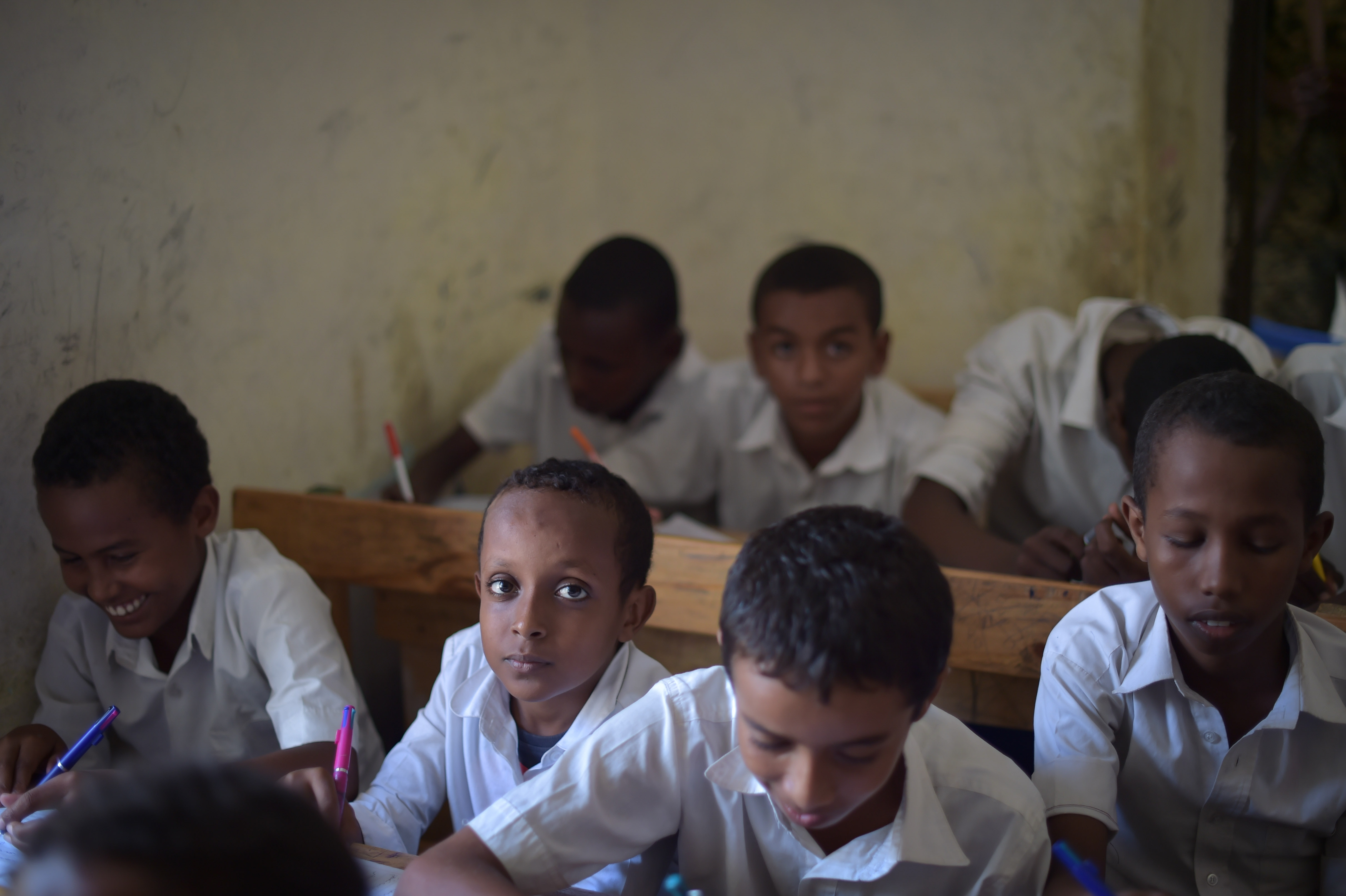
Діти в школі
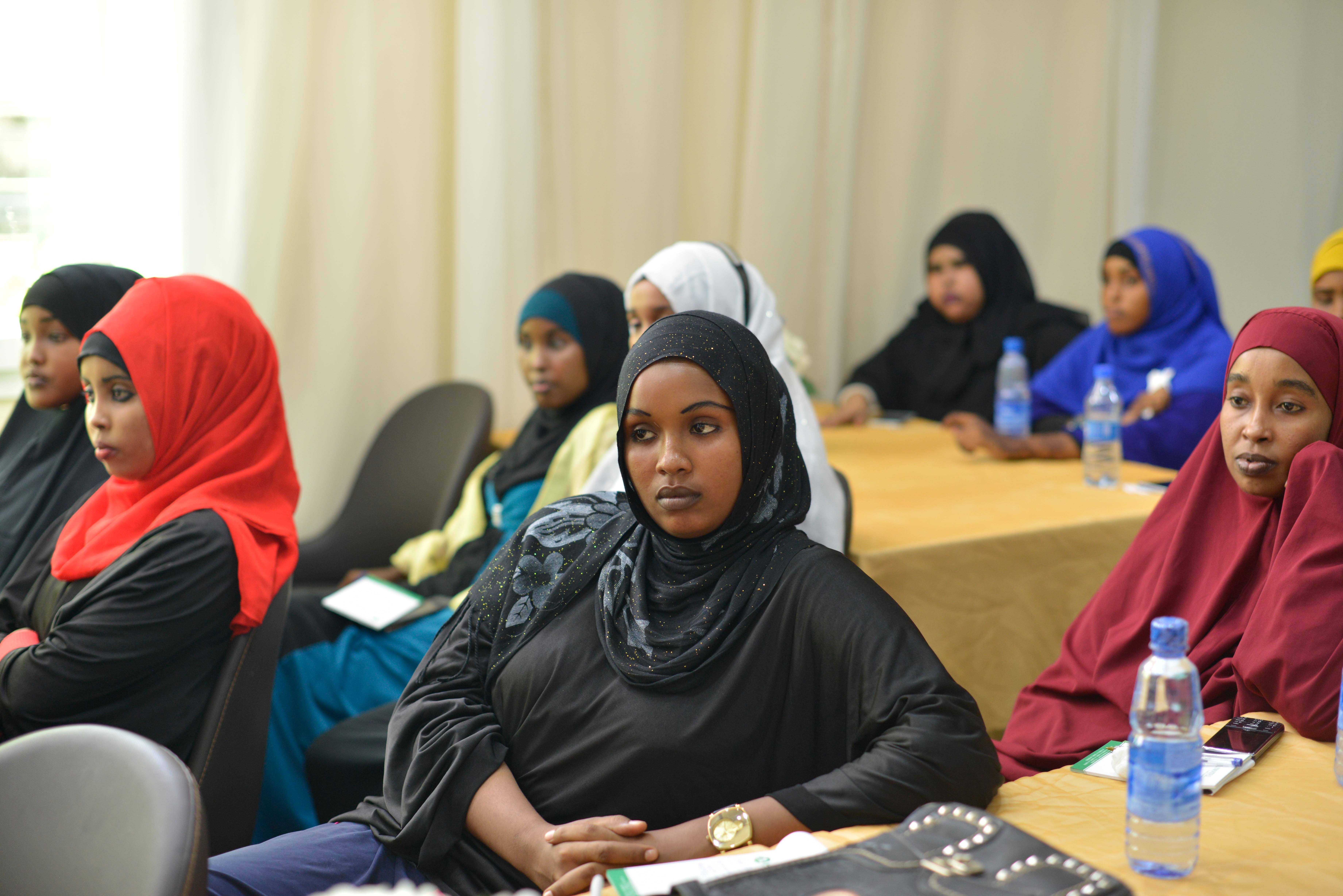
Тренінг для журналістів

## Спорт
У Могадішо є два великих стадіони: Стадіон Могадішу (місткість 65 000 осіб, ремонтується із 2013 року) і діючий Стадіон Баанадір (7500 осіб).

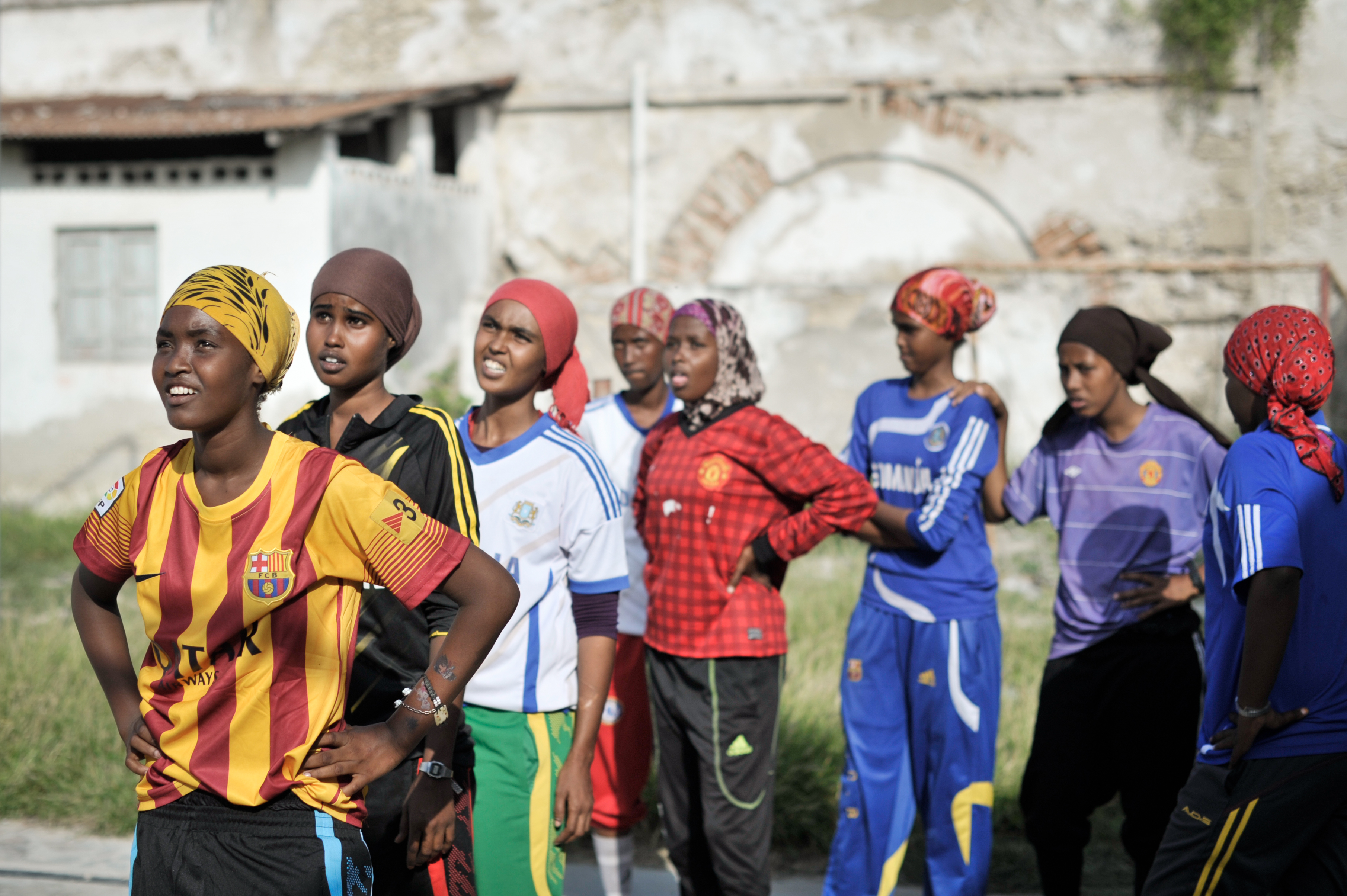
Жіноча баскетбольна команда
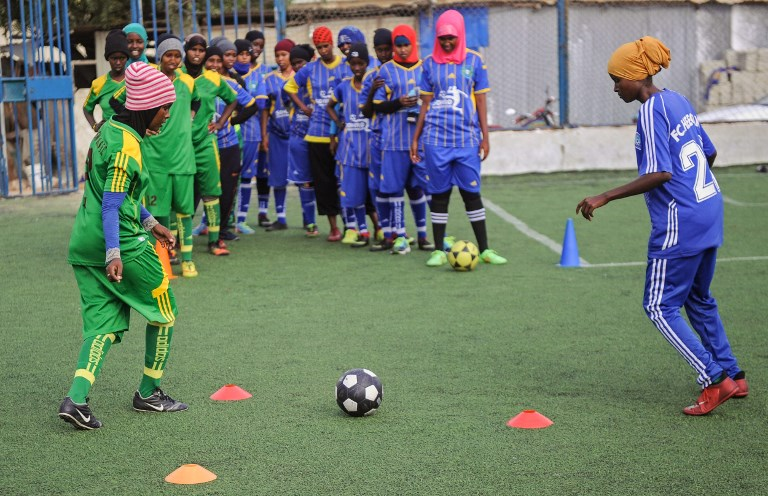
Жіноча футбольна команда
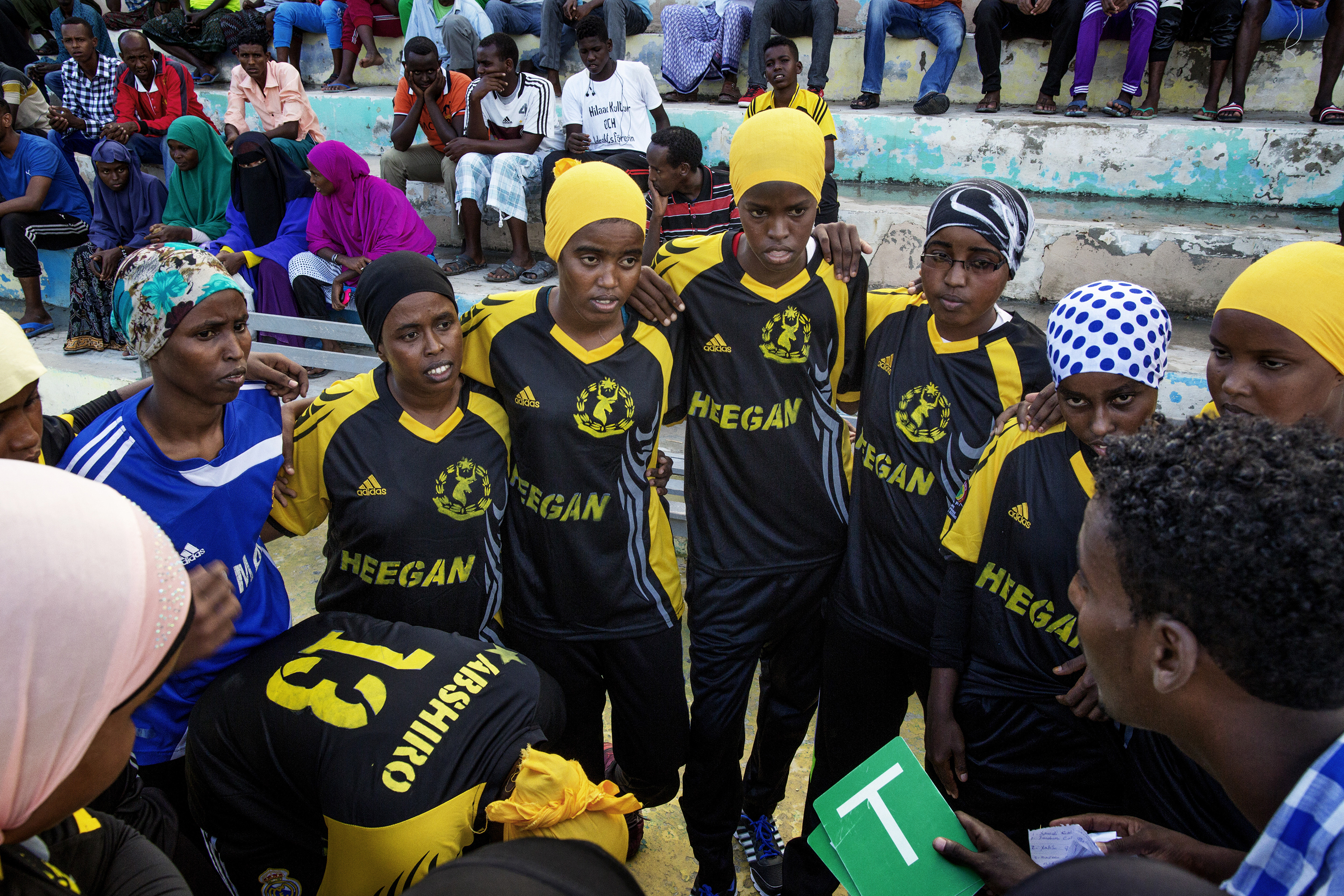
Жіноча гандбольна команда
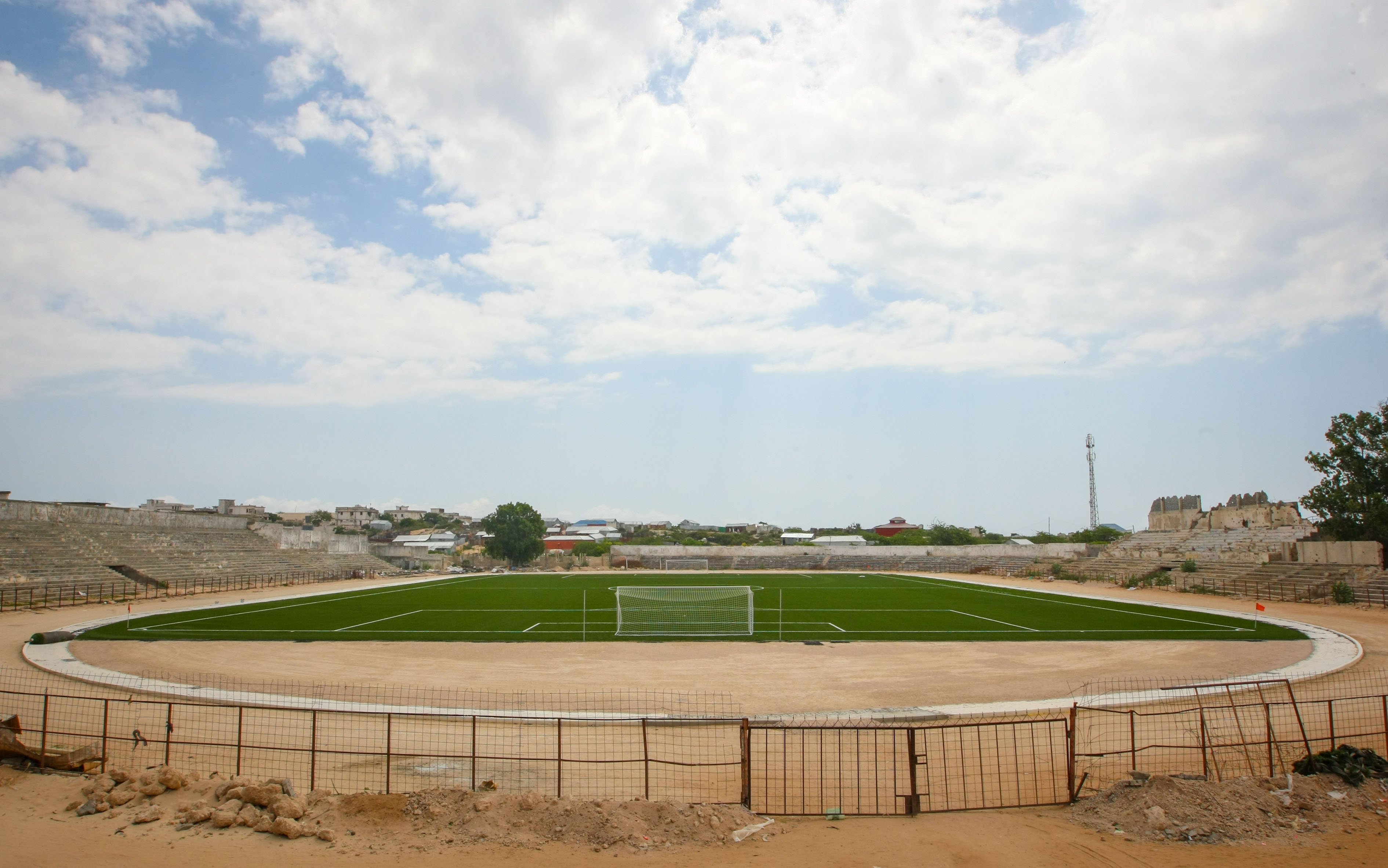
Стадіон Баанадір у 2012
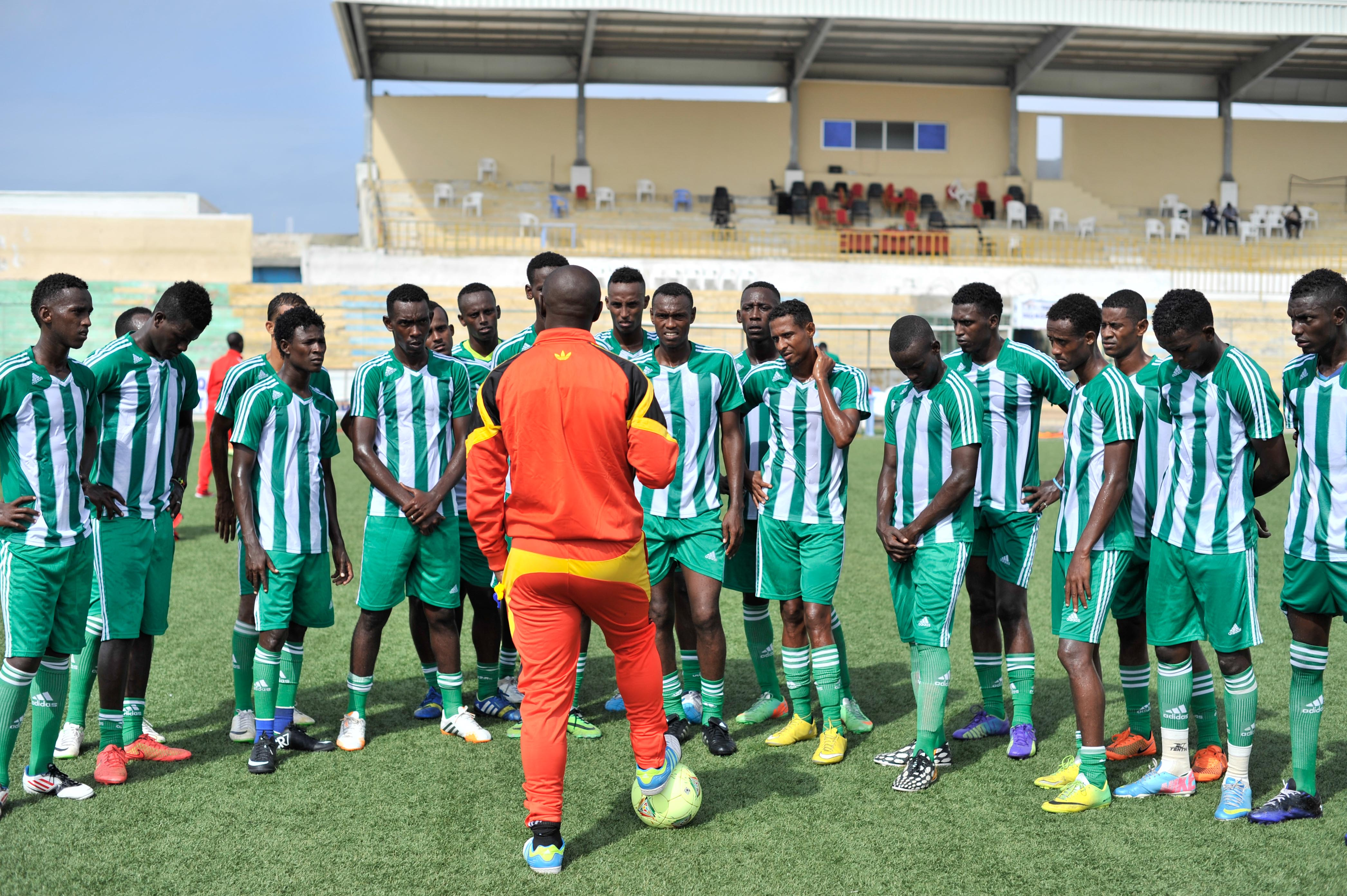
Національна збірна із футболу у 2015 році на стадіоні Баанадір
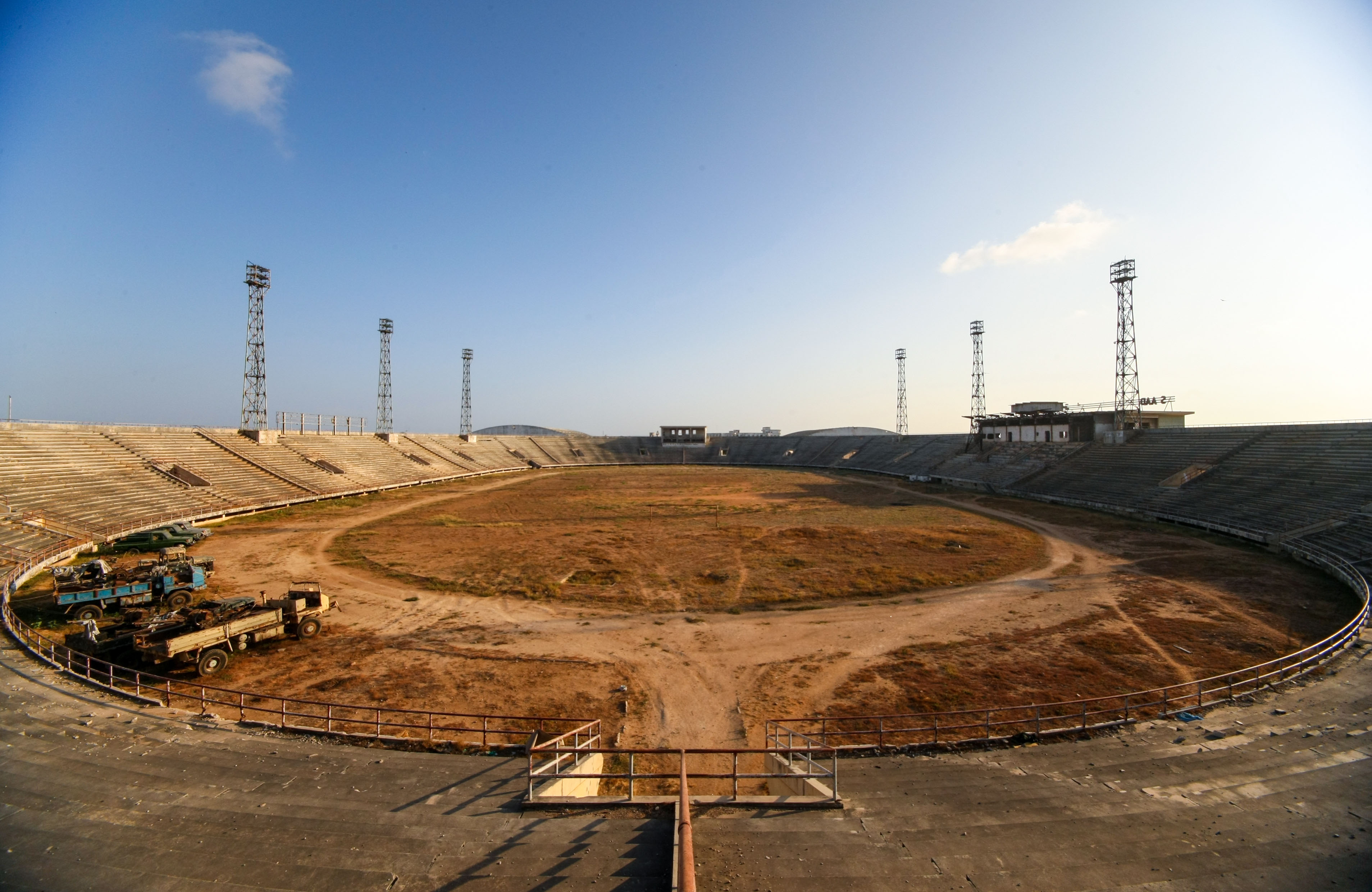
Центральний стадіон

## Економіка
Сомалі належить до найменш розвинених країн, згідно з класифікацією ООН. Попри два десятиліття громадянської війни, країна зберегла неформальну економіку, засновану переважно на тваринництві, грошових переказах з-за кордону і телекомунікаціях. Через нестачу офіційних статистичних даних уряду і недавньої громадянської війни, важко оцінити розмір або зростання економіки. 1994 року, за оцінками ЦРУ, ВВП на основі паритету купівельної спроможності (ПКС) дорівнював 3,3 млрд дол. У 2001 році ВВП було оцінено в 4,1 млрд дол. До 2009 р. ЦРУ оцінили ВВП Сомалі за ПКС на 5,731 млрд $, а прогнозований темп реального зростання на 2,6 %. 2014 року Міжнародний валютний фонд оцінив зростання економіки у 3,7 відсотка, переважно за рахунок зростання в первинному і вторинному секторах. За даними доповіді 2007 року Британської торгової палати приватний сектор переживав зростання, особливо в галузі послуг. На відміну від періоду до громадянської війни, коли більшість послуг та промислового сектора були у віданні держави, було досягнуто значного, хоча і невиміряного зростання приватних інвестицій в комерційній діяльності, здебільшого за рахунок сомалійської діаспори, і охоплює торгівлю та маркетинг, послуги з переказу грошових коштів, транспорт, зв'язок, промислове обладнання, авіакомпанії, телекомунікації, освіту, охорону здоров'я, будівництво та готелі.
Економіка Сомалі складається з традиційного і сучасного виробництва, з поступовим переходом до більш сучасних промислових методів. За даними Центрального банку Сомалі, близько 80 % населення ведуть кочовий чи напівкочовий спосіб життя і тримають кіз, овець, верблюдів і велику рогату худобу.
Основними партнерами по експорту Сомалі на 2010 рік були Об'єднані Арабські Емірати з часткою у 51 %, Ємен — 19,1 % і Оман — 12,9 %. Загальний обсяг експорту оцінювався в 515,8 млн дол. в 2010 році у порівнянні з приблизно 300 млн дол. США на 2006 рік.
Основними партнерами по імпорту станом на 2010 рік були:
- Джибуті — 26,6 %
- Індія — 13,6 %
- Кенія — 6,9 %
- Пакистан — 6,3 %
- Китай — 6,1 %
- Єгипет — 4,8 %
- ОАЕ — 4,6 %
- Ємен — 4,3 %.

Загальний обсяг імпорту за 2010 рік оцінюється в 1,263 млрд дол. США в порівнянні з 798 млн дол. в 2006 році.

## Зовнішня політика

### Дипломатичні відносини з Україною
Україна та Сомалі встановили дипломатичні відносини 11 квітня 2025 року. Права та інтереси громадян України в Сомалі захищає Посольство України в Кенії.

## Піратство
Основна стаття: Сомалійські пірати
Прибережні води Сомалі — одні з найнебезпечніших у світі. Ніким не контрольована країна стала гніздом морських піратів, жертвами яких стають, зокрема, й українські моряки.

## Корупція
У 2023 році Сомалі була названа найбільш корумпованою країною у світі. Дані зібрані CEOworld вказують, що корупція в цій африканській країні спостерігається також у центральному банку. З нього вилучаються кошти на приватні цілі чиновників.

## Уродженці
- Лібан Абді (* 1988) — норвезький футболіст сомалійського походження.